# República Conservadora (Argentina)
En la historia de la Argentina se conoce como República Conservadora, (Régimen Conservador u Orden Conservador)  o República Oligárquica  (o Régimen Oligárquico) al período comprendido entre los años 1880 y 1916, durante el cual la República Argentina, bajo el gobierno de la Generación del 80, tuvo un rápido crecimiento económico, territorial y poblacional, así como una profunda transformación cultural.
En lo económico, se estableció firmemente un modelo agroexportador de alimentos para la población británica, que integraba el esquema de hegemonía mundial impuesto en ese siglo por el Imperio Británico, que recién se agotaría con la Crisis de 1929. En lo territorial, la conquista militar de los territorios indígenas ubicados en la región pampeana, la Patagonia y la llanura chaqueña, triplicaron el territorio nacional. El país tuvo un gran crecimiento de la economía, impulsado por la expansión de las fronteras agrícola-ganaderas, la extensión de las comunicaciones y los transportes, y un aumento en la tecnificación que mejoró a la ganadería y la agricultura. A raíz de ese crecimiento económico se produjo también un notable aumento de la población, bajo el impulso de la inmigración de origen europeo y la mejora de las condiciones sanitarias del pueblo. La población pasó de 1 877 490 habitantes contabilizados en el censo de 1869 a 4 044 911 en 1895 y a 7 903 662 habitantes en 1914; se cuadruplicó la población en 45 años. Según estimaciones de Gino Germani en el período de 1869 a 1895 se produjo una mayor diversificación de la sociedad argentina, como surge del crecimiento de la clase media que en 1869 era del 10,6 % de la población pasó al 25,2 % en 1895 o sea que ese grupo creció a una tasa del 0,56 % anual, en tanto que en los períodos intercensales 1895-1914 y 1914-1947 esa tasa fue del 0,27 % y 0,29 %.
En lo cultural, la Generación del 80 ―nombre que se aplica también a la élite política y empresarial del período― manifestó su adhesión a las corrientes literarias y artísticas europeas; si bien la producción literaria y artística se multiplicó exponencialmente, no se alcanzó a desarrollar una expresión cultural específicamente argentina, algo que sí obtuvo el arte popular con la cultura gauchesca y sobre todo con el tango. El Estado impulsó la alfabetización por medio de las escuelas públicas y así el porcentaje de analfabetos que era del 78,2 % de la población conforme al censo nacional de 1869 se había reducido al 54,4 % en el censo de 1895 y era del 28,1 % en la ciudad de Buenos Aires. A través de la educación se buscó homogeneizar a la población, sobre todo a los más jóvenes, y se trató de construir una “nacionalidad argentina”.
El gran número de inmigrantes que se radicaban en el país elevó las necesidades en materia de educación pública y así en 1911, Juan A. Alsina, que había sido comisario general del Departamento de Inmigración, decía respecto de los hijos de los inmigrantes que se radicaban en el país que "las escuelas recibían en todo el país alrededor de 40 000 niños, pero quedaban cerca de 450 000 sin posibilidades efectivas de alfabetizarse".
En lo político, el período estuvo signado por el control absoluto del gobierno nacional y de la mayoría de los gobiernos provinciales a través del Partido Autonomista Nacional y de la Liga de Gobernadores, que establecieron una agrupación o conglomerado político de ideología liberal, aunque gradualmente devenida conservadora y, para cierta parte de la historiografía, oligárquica. La principal característica de la acción política del período fue el control de las elecciones a través de los acuerdos de cúpulas políticas, el clientelismo y el fraude electoral. La figura política más relevante del período fue el general Julio Argentino Roca, que presidió el país durante doce años y dominó el partido en el gobierno al menos otros doce, extendiendo su liderazgo indiscutido durante dos tercios de los 36 años que duró el período conservador.
El comienzo del período se establece en el año 1880, año en que se produjo el último hecho de armas de las guerras civiles argentinas que azotaron al país durante dos tercios del siglo XIX, se solucionó la "cuestión capital" que dividía a la capital de las provincias interiores con la federalización de Buenos Aires y asumió su primera presidencia el general Roca. El año anterior, este había comandado la Conquista del Desierto, una ambiciosa y discutida serie de campañas militares contra varios pueblos originarios, calificadas como genocidio por parte de la historiografía, llevadas a cabo entre 1875 y 1885, que incorporaron efectivamente al territorio argentino gran parte de la Patagonia y la región chaqueña.
El final del período se establece generalmente en 1916, año en que llegó al poder la Unión Cívica Radical, que desplazó a los conservadores del poder por largo tiempo, gracias a la implementación de la Ley Sáenz Peña, sancionada por los mismos conservadores, que estableció el sufragio obligatorio y secreto.

## Antecedentes

### La independencia y el período de las guerras civiles

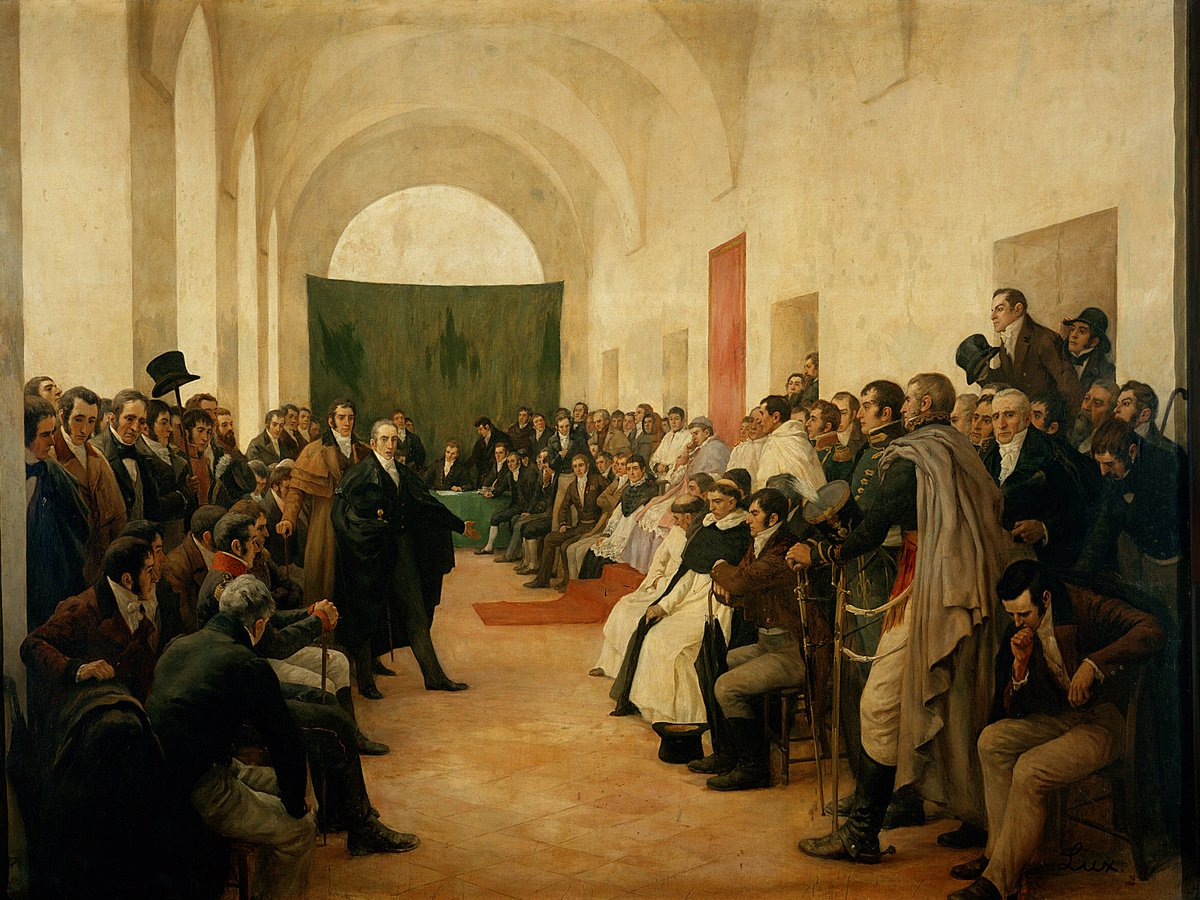
La Revolución de Mayo de 1810 dio inicio a la que llegaría a ser la República Argentina.

Las Provincias Unidas del Río de la Plata habían obtenido su independencia del Imperio español en el año 1810 y la habían sostenido exitosamente hasta su declaración formal en el año 1816. Sin embargo, su organización política sufrió un largo período de declinación causada por el enfrentamiento entre federales y unitarios, al punto que no existió ninguna autoridad nacional universalmente reconocida entre los años 1820 y 1852, y las dos constituciones sancionadas en los años 1819 y 1826 fueron desconocidas por la mayor parte de las provincias.
Durante ese período se produjo una transformación profunda de la estructura económica del país: las regiones otrora más prósperas, tales como el noroeste, Cuyo y el noreste –cuyas economías eran motorizadas por el intercambio comercial con el Alto Perú, Chile y Paraguay respectivamente– vivieron una marcada declinación debido al proceso independentista y a la competencia de los productos industriales de origen mayoritariamente británicos con sus producciones artesanales e industriales. Paralelamente, el Litoral argentino –cuya importancia económica durante el Virreinato del Río de la Plata había estado limitada a la actividad mercantil y la administración pública– experimentó los efectos de una rápida valorización de los productos ganaderos, especialmente carne en forma de tasajo y cueros, que le permitieron ponerse al frente de la economía del país. Por otro lado, la Provincia de Buenos Aires monopolizó los ingresos de la Aduana que servía a todo el país, de modo de capturar la que era –por gran diferencia– la principal fuente de ingresos públicos. El comercio exterior fue monopolizado por los comerciantes extranjeros, especialmente británicos.
La anarquía política no era completa merced al enorme influjo que tenía el gobernador de la Provincia de Buenos Aires, que manejaba las relaciones exteriores y de guerra del país ―ahora llamado Confederación Argentina― especialmente durante los casi veinte años que ese cargo fue ejercido por Juan Manuel de Rosas. Los tres pilares principales de su dominio sobre el resto del país fueron la persecución de sus enemigos políticos, el control de los recursos aduaneros y la negativa absoluta a sancionar una constitución que regularizara las relaciones entre las provincias, que seguían comportándose como estados independientes en muchos aspectos.
Hasta la llegada de Rosas al poder, las guerras civiles habían castigado casi ininterrumpidamente al país, enfrentando a unitarios y federales. Durante el gobierno de Rosas hubo muchos otros enfrentamientos, alineándose en los bandos contendientes los aliados y los enemigos de Rosas.

### La Organización Nacional
La derrota definitiva de Rosas en 1852 permitió la organización constitucional del país, dando inicio al período llamado Organización Nacional. No obstante que se sancionó la Constitución Argentina de 1853, se eligió a un presidente reconocido por casi todo el país –Justo José de Urquiza– y se reunió el Congreso Nacional, los conflictos internos continuaron, entre dos bandos formados por la Confederación Argentina, por un lado, y el Estado de Buenos Aires y sus aliados del interior.
El Pacto de San José de Flores inició la reunificación definitiva del país, que abandonaba sus nombres anteriores para utilizar solamente el de Nación Argentina en los documentos oficiales y el de República Argentina en su forma más usual. No obstante, la batalla de Pavón y la disolución de la autoridad nacional que fue su principal efecto, obligaron a esperar hasta el año 1862 para ver finalmente asumir un presidente –Bartolomé Mitre– reconocido como tal por todo el país; asumió un nuevo Congreso y, por primera vez, inició su actuación la Corte Suprema de Justicia de la Nación Argentina y los tribunales federales de justicia. Los federales hicieron aún varios intentos por recuperar el poder, pero a mediados de la década de 1870 desaparecieron definitivamente como partido político.
La Guerra de la Triple Alianza contra el Paraguay (1865 - 1870) causó un enorme costo económico y humano al país, dejando como único saldo positivo la formación de un Ejército Argentino unificado y profesional.
Durante el período de la Organización nacional, la inmigración europea –que había sido importante aunque esporádica durante la época de Rosas– creció exponencialmente, y en consecuencia la población aumentó rápidamente: el primer censo nacional de población contabilizó alrededor de dos millones de habitantes. Se establecieron las primeras colonias agrícolas, principalmente habitadas por inmigrantes, se extendió una incipiente red de ferrocarriles, y se modernizaron los puertos del país, especialmente el de Buenos Aires. El comercio fue liberado de trabas burocráticas y legales, y los aranceles de importación se mantuvieron muy bajos, lo que aumentó fuertemente el intercambio comercial, al mismo tiempo que se terminaban de arruinar las industrias locales; la estructura económica quedó plasmada en una relación asimétrica y dependiente de las potencias europeas –sobre todo con Gran Bretaña– y los Estados Unidos, que vendían artículos manufacturados a la Argentina a cambio de materias primas, especialmente lana, cueros, carne salada y granos.

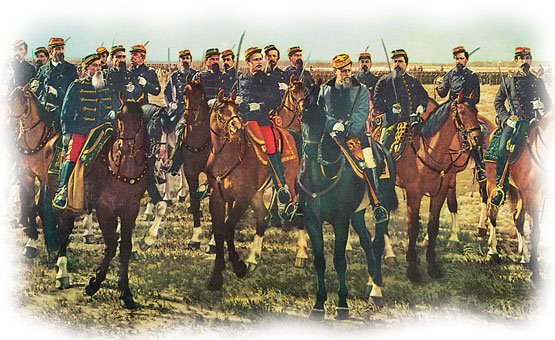
La Conquista del Desierto fue uno de los hechos que marcaron el comienzo de la Argentina conservadora.

Terminadas la guerra contra el Paraguay y los alzamientos federales, el país pudo hacer frente a la vecindad de los indígenas del sur y del norte para eliminar la amenaza que significaba a la propiedad y la vida rurales, y al mismo tiempo para incorporar las tierras bajo control de estos a la propiedad privada por propietarios argentinos, que las incorporarían a la producción ganadera. Sucesivas campañas de represalias contra los indígenas minaron su resistencia, al tiempo que las enfermedades causaron una notable disminución de su población. Un importante avance fue el que se realizó a mediados de los años 70, con la construcción de la Zanja de Alsina. En el año 1878, el ministro de Guerra de la Nación, general Julio Argentino Roca, consiguió la aprobación del Congreso para su proyectada Campaña al Desierto, que llevó adelante de modo sistemático y exitoso al año siguiente, permitiendo la incorporación de decenas de miles de kilómetros cuadrados al territorio nacional, al precio de la muerte de miles de indígenas y la destrucción de sus familias y comunidades.
El presidente Bartolomé Mitre, llegado al poder merced a un acuerdo con gobernadores liberales –muchos de ellos llegados a su vez al poder bajo la protección de las tropas enviadas por él mismo desde Buenos Aires– fracasó en imponer la candidatura de su sucesor en la presidencia. La alianza entre el Partido Autonomista de Buenos Aires y la mayor parte de los gobernadores llevó al gobierno a Domingo Faustino Sarmiento. Se formó de hecho una Liga de Gobernadores, que funcionaba como partido a nivel nacional, aunque únicamente para discutir las candidaturas presidenciales y para reclamar una cierta lealtad en las discusiones parlamentarias. La Liga de Gobernadores se transformó oficialmente en el Partido Autonomista Nacional (PAN) a partir de la elección del presidente Nicolás Avellaneda.
Obligado a negociar permanentemente con los dirigentes de la Provincia de Buenos Aires, en cuyo territorio estaba situada la capital, Avellaneda planeaba federalizar el territorio de la ciudad. Exaltados los ánimos en Buenos Aires –que pretendía mantener la preeminencia entre las provincias– la candidatura presidencial del general Roca por el PAN en el año 1880 llevó a los dirigentes porteños a la Revolución de 1880. Esta terminó con la derrota de los rebeldes, la Federalización de Buenos Aires y el reconocimiento de la victoria electoral de Roca.

### Situación internacional

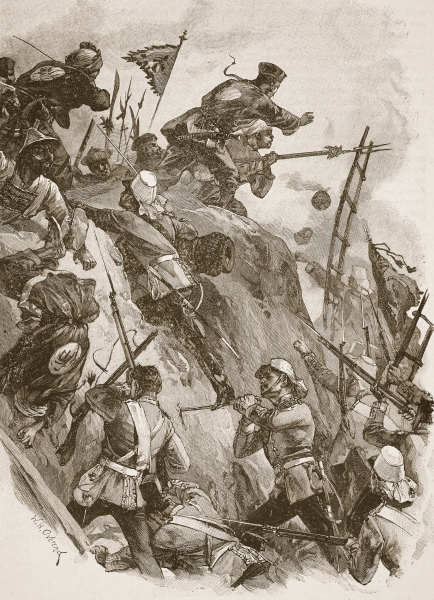
La segunda guerra del Opio (1856-1860) desplazó a China e impuso la hegemonía mundial del Imperio británico y con ella la hegemonía de Occidente sobre el resto de las naciones. Argentina se insertó como productora de alimentos para la clase obrera inglesa.

La llamada República Conservadora se instaló poco después de que el Imperio Británico alcanzara la hegemonía mundial luego de vencer a China en la segunda guerra del Opio (1856-1860), que le permitió a los europeos el libre comercio de opio en el enorme mercado chino, a modo de divisa alternativa a la plata. Hasta ese momento, China había sido el centro de la economía mundial durante casi dos milenios, conformándose como la fábrica del mundo que le permitió acumular grandes reservas de plata. A partir de su victoria, el Imperio Británico impuso un esquema de división internacional del trabajo que reservaba a los países del norte de Europa el papel de productores de bienes industriales. 
En ese esquema, se insertó con un relativamente exitoso y moderno modelo agroexportador, destinado a producir alimentos baratos (carne y cereales) para la clase obrera industrial inglesa, en las fértiles tierras de la llanura pampeana de propiedad de un pequeño grupo de estancieros mayoritariamente porteños, mientras que los capitales británicos tomaban el control mayoritario de los ferrocarriles, frigoríficos y bancos.

## La Generación del Ochenta
Los hombres que llegaban al gobierno junto con Roca eran, en su mayoría, muy jóvenes; el propio Roca fue el segundo presidente más joven de la historia argentina, apenas unas semanas mayor que su antecesor. Pasadas las crisis políticas de las décadas anteriores, y consolidada la economía tras la crisis que había debido enfrentar Avellaneda, el optimismo era la sensación dominante; los grupos dirigentes, y también las clases medias, estaban convencidos del generoso porvenir que esperaba a la Argentina para los años venideros.
La clase dirigente, en pleno, estaba identificada con los dueños de campos, con los estancieros; los que aún no tenían estancia, la tendrían poco después. Sus intelectuales, sus políticos y sus artistas tenían relación con el campo, y casi siempre obtenían la mayor parte de sus ingresos de él.
Su ideología era una versión maximalista, extrema, del liberalismo. Seguidores de filosofías progresistas ―de raíz darwinista o spenceriana― estaban convencidos de que el progreso de la civilización y de su país sería indefinido.
Estaban, además, convencidos de que el futuro de la Argentina estaba indisolublemente ligado a la economía agroexportadora. La protección arancelaria, que había gozado de cierto consenso en la generación anterior, o cualquier otra acción gubernamental tendiente a lograr algún avance de la industria en el país, debía ser descartada de plano. El propio José Hernández, otrora redentor literario del gaucho, anunciaba feliz que la Argentina debía ser proveedora de materias primas para Europa, mientras el Viejo Continente estaba destinado a proveer productos industriales a la Argentina.
No obstante, el grupo gobernante se esforzó por reforzar la acción del Estado, tendiente lógicamente a proteger el sistema económico reinante, invirtiendo generosamente en obras públicas y en la extensión del alcance de la acción estatal en el país.

## Primera presidencia de Roca (1880-1886)

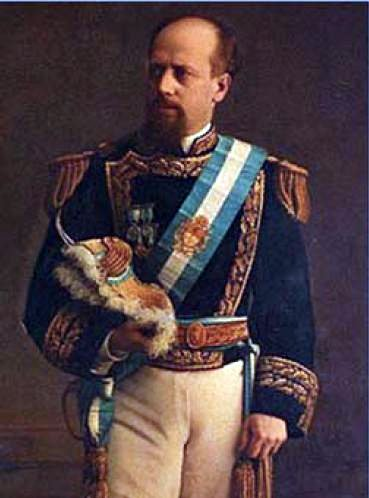
El general Julio Argentino Roca fue el primer presidente del período conservador en la Argentina.

Julio Argentino Roca asumió la presidencia el 12 de octubre de 1880, con el lema "Paz y administración". El sistema político que lo había llevado a la presidencia, y que mantuvo una notable estabilidad hasta mucho después de que la abandonara, reposaba sobre una serie de acuerdos inestables entre los gobernadores provinciales ―que controlaban las elecciones por medio del fraude electoral y el clientelismo― y el presidente, que disponía del control del presupuesto nacional a favor o en contra de las provincias y podía deponer a los gobernadores desafectos por medio de las intervenciones federales. Necesitados mutuamente, los gobernadores y el presidente llevaban a cabo continuos acuerdos que permitían a unos y otros avanzar en las políticas deseadas. En todo caso, la estabilidad de semejante sistema exigía ―en la práctica― la inexistencia de cualquier oposición; a ese objetivo apuntaban también las prácticas políticas fraudulentas.
El equilibrio entre el presidente y los gobernadores era necesariamente inestable: el presidente había sido elegido por presión de los gobernadores, pero sus sucesores no podían alcanzar las gobernaciones sin el visto bueno del presidente. En última instancia, también los gobernadores eran elegidos en la práctica por el presidente.
Durante su gestión se sancionó el Código de Minería de la Nación; se organizó el gobierno municipal de la nueva Capital Federal y se fundó la ciudad de La Plata, capital de la provincia de Buenos Aires.
La situación sanitaria del país no había mejorado significativamente desde la epidemia de fiebre amarilla de 1871; entre 1884 y 1887, una serie de epidemias de cólera causaron centenares de muertos en la capital y el interior.

### La economía en torno a 1880
Roca inició su mandato en una situación económica favorable, el sistema económico se sostenía por el intercambio de productos primarios –exclusivamente de origen agropecuario, y en gran medida generados en la región pampeana– por productos manufacturados del exterior, especialmente de Europa.
Durante esta etapa la elite propietaria, llevara a cabo el proceso de acumulación de capital en las grandes estancias, a las que concebían como unidades económicas atrasadas, muchas
veces como meras perceptoras de rentas; la propiedad terrateniente, aunque económicamente menos racional y productiva que la pequeña propiedad, había nacido y sobrevivía gracias al control que los terratenientes ejercían sobre el Estado.
El principal rubro de exportación era, por mucha diferencia, la lana de oveja; marginalmente el grano. Dos rubros que iban cediendo terreno eran los cueros y el tasajo, mientras aumentaba la exportación de ganado en pie hacia los países vecinos. A principios de esa década se inició la exportación de carne congelada, pero no sería hasta la década siguiente que esta reemplazó a la lana como principal renglón de las exportaciones.
Pero la situación financiera del estado y de los particulares no permitía aprovechar rápidamente estas circunstancias, de modo que acudió masivamente al crédito, especialmente a empréstitos extranjeros.
El estado nacional prácticamente carecía de moneda propia, a lo que el gobierno respondió con la Ley de Moneda Nacional, que unificaba el sistema monetario argentino y permitía la emisión de moneda al Banco Nacional. Una breve crisis económica estallada a fines de 1884 fue solucionada decretando el curso forzoso del papel moneda y tomando un nuevo empréstito externo.
Gran parte de los recursos económicos fueron destinados a obras de infraestructura, tales como los ferrocarriles ―cuya extensión pasó de 2516 a 6161 km durante su mandato― y los edificios públicos. Pero una parte muy importante de los recursos sirvió para construir edificios fastuosos, cuyo costo estaba muy por encima de su utilidad; por otro lado, es notable que la enorme mayoría de esa inversión se hizo en Buenos Aires y la nueva capital bonaerense, La Plata. Se inició una política de créditos a los particulares, de los cuales una proporción alarmante fue a parar a manos de especuladores y hasta de deudores crónicos, que nunca los cancelarían.
No obstante, la continuidad de la bonanza económica y del crecimiento de la producción agrícola ―impulsada por esa misma bonanza― permitió llevar adelante su política de inversiones sin mayores sobresaltos.

### Política cultural y enfrentamiento con la Iglesia católica

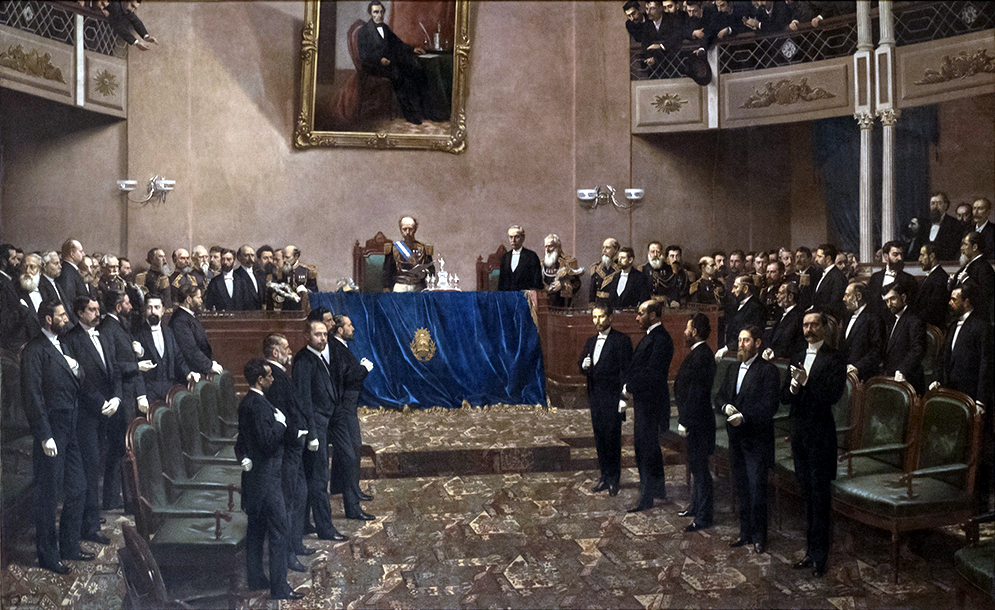
El presidente Julio A. Roca inaugura el período legislativo del año 1886.

Impulsado por un laicismo exacerbado, el gobierno se esforzó por separar la Iglesia católica del Estado: se sancionó la ley de Registro Civil y, tras la celebración del primer Congreso Pedagógico Nacional, impulsó la Ley 1420 de Educación, que establecía la obligatoriedad y gratuidad de la educación primaria, además de que esta debía ser de carácter laico, prohibiéndose a las escuelas públicas impartir educación religiosa.
Un duro enfrentamiento con el Nuncio Apostólico, monseñor Luigi Matera, que se oponía a estas reformas, terminó con la expulsión de este y la ruptura de hecho de las relaciones con la Santa Sede. Como respuesta, se formó una agrupación política católica, liderada por José Manuel Estrada, que pretendió enfrentar la hegemonía liberal y anticlerical del grupo gobernante.
No obstante la resistencia de los dirigentes católicos a lo que se consideraba una serie de ataques a la religión tradicional, se realizaron grandes progresos en cuanto a la alfabetización de la población: a su llegada existían 1214 escuelas públicas en todo el país, legando a su sucesor un total de 1804; las escuelas normales, destinadas a educar maestros, pasaron de 10 a 17, el total de docentes aumentó de 1915 a 5348, y el número total de alumnos pasó de 86 927 a 180 768.

### Últimas campañas contra los indígenas
La Conquista del Desierto, obra de Roca pero llevada adelante bajo el gobierno de su antecesor Avellaneda, había permitido incorporar el oeste de la región pampeana y el norte de la Patagonia al territorio controlado por el estado. Restaban incorporar el resto de la Patagonia y la región chaqueña, lo que fue el principal objetivo militar del gobierno de Roca.
En el norte patagónico, sucesivas campañas lanzadas contra los últimos grupos mapuches independientes, como las de 1881 y 1882, permitieron incorporar los actuales territorios de Neuquén y sur de Río Negro. Otras campañas permitieron ocupar el actual territorio de Chubut, hasta la rendición final del cacique Sayhueque, el primer día del año 1885.
En el otro extremo del país, la conquista del Chaco argentino, llevada a cabo durante los años 1881 a 1889, resultó más sencilla en cuanto al número de indígenas a enfrentar, mucho menor, pero enfrentó problemas serios de abastecimiento de agua y de sanidad de los expedicionarios. La campaña más importante, llevada adelante por el ministro de Guerra Benjamín Victorica, tuvo lugar en 1884.
Aunque la conquista del Chaco no puede considerarse completa hasta los últimos años del siglo XIX, la mayor parte de la misma tuvo lugar bajo el gobierno del general Roca.

### Los territorios nacionales
En 1884 se sancionó la Ley 1.532 de Territorios Nacionales, por la cual se asignaba al gobierno federal la administración de los territorios que no pertenecieran a ninguna de las provincias y se organizaba el gobierno de las mismas; por la misma se establecieron los territorios nacionales de Misiones, Formosa y Chaco en el norte, y los de La Pampa, Neuquén, Río Negro, Chubut, Santa Cruz y Tierra del Fuego en el sur. Se establecía que los mismos pasarían a ser provincias, en igualdad con las demás ya constituidas, cuando alcanzaran los 60 000 habitantes.
Los nuevos territorios eran tierras de frontera, en que los habitantes se instalaban donde podían, hasta que los propietarios –que compraban sus campos en Buenos Aires– ordenaban su desalojo. La situación de los indígenas era peor: se los reunía en reducciones, pero -en muchos casos- las mismas eran vendidas en Buenos Aires, por lo que los indígenas debían mudarse, abandonando lo poco que habían podido construir.
Parte de los territorios del norte estaban en manos de grandes empresas que concentraban todo el poder en sus manos: monopolizaban el comercio, pagaban la administración pública y de justicia y tenían policía y moneda propias. Tal fue el caso, por ejemplo, de La Forestal.
La situación no era muy distinta en el sur, donde los estancieros monopolizaban también el comercio y la producción lanera. La única excepción la constituía la colonia galesa del Chubut, organizada social y culturalmente al margen de la sociedad argentina, pero cuidadosamente controlada por las autoridades. Desde 1884, tuvieron incluso su propio ferrocarril.

### Política exterior

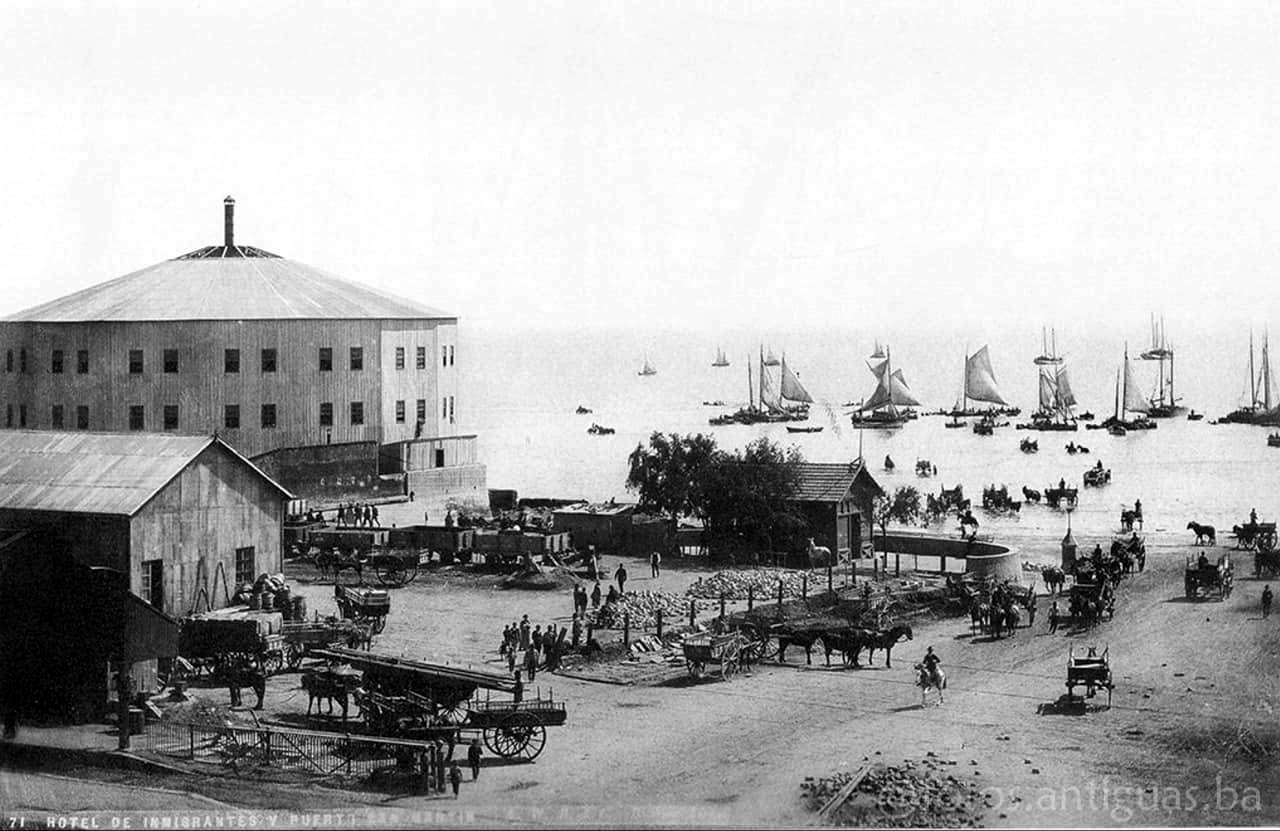
El Hotel de Inmigrantes (actual Retiro), en 1880. Durante el gobierno de Roca aumentó enormemente la inmigración europea. Entre 1883 y 1884, el hotel duplicó su capacidad de alojamiento de 4000 a 8000 personas.

La principal preocupación en política exterior del gobierno de Roca fue fijar los límites con Chile, que nunca habían sido fijados con precisión. A este fin se firmó en Buenos Aires el Tratado de Límites con ese país, del año 1881; por el mismo se establecía que "La línea fronteriza correrá en esa extensión por las cumbres más elevadas de dicha Cordillera que dividan las aguas y pasará por entre las vertientes que se desprenden a un lado y otro..." hasta el paralelo 52 Sur; a partir de allí se fijaba que el Estrecho de Magallanes sería enteramente chileno, que solo una fracción de la isla Grande de Tierra del Fuego pertenecería a la Argentina, y que las islas ubicadas al sur del canal de Beagle hasta el cabo de Hornos pertenecerían a Chile.
Si bien el tratado resultó un evidente avance, quedaban varios temas sin resolver; el primero era el de determinar los límites en las extensas áreas en que las “cumbres más elevadas” no coincidían con la divisoria de aguas. El segundo surgió como consecuencia de la Guerra del Pacífico, durante la cual Chile ocupó la Puna de Atacama, que hasta entonces había pertenecido a Bolivia; los límites entre ese territorio y la Argentina no habían sido determinados aún, y no podían ser acordados siguiendo el tratado de 1881 por incluir amplias cuencas endorreicas. Se generó así un nuevo conflicto, que no se resolvería hasta el año 1898.
En virtud del Tratado, correspondía a la Argentina una parte de la isla Grande de Tierra del Fuego. Una expedición, al mando de Augusto Lasserre, visitó esa región en octubre de 1883, ocasión en que compró al misionero británico Thomas Bridges sus instalaciones sobre el canal de Beagle, fecha en que se considera que quedó fundada la ciudad de Ushuaia. Poco después se inició el poblamiento del norte de la isla, preferentemente por buscadores de oro, entre los cuales sobresalió Julio Popper, un poderoso empresario que llegó a tener policía y moneda propias.
También en relación con este tratado, la Argentina procuró asegurarse la posesión de los valles más ricos de los Andes patagónicos; el gobernador del Territorio Nacional del Chubut, Luis Jorge Fontana, ocupó el Valle 16 de Octubre, donde fundó la ciudad de Esquel junto a los colonos galeses, en el mes de octubre de 1885.
Dos años después del final de la presidencia de Roca se fijaron las normas por las que se reglaría la delimitación exacta de la línea divisoria, allí donde ambas partes estuvieran de acuerdo. Los avances en la demarcación fueron muy lentos.
En cuanto a las relaciones con Europa, el gobierno prácticamente no realizó gestión alguna; todas las relaciones que se pretendían estrechar eran comerciales o de inmigración. Respecto a esta, se firmaron acuerdos con varios países para asegurar la continuidad del flujo inmigratorio hacia la Argentina. Con un decreto del año 1881 se inició la inmigración judía desde el Imperio ruso, que fue recibida con cierta hostilidad por los argentinos. En un primer momento, la inmigración judía estuvo mayoritariamente orientada a la colonización agrícola.
Los inmigrantes incorporaron desde Europa los primeros sindicatos, de los que durante más de una década solo fue importante el de tipógrafos. La fundación del Club Vörwarts por parte de inmigrantes alemanes en 1882 dio un nuevo impulso a las publicaciones y extendió la actividad sindical a otros sectores, especialmente industriales y de la construcción; su actividad intelectual se dirigió a seguir los debates socialistas europeos. En 1890 se fundó la primera central sindical, la Federación de Trabajadores de la Región Argentina.
Las relaciones con Gran Bretaña, excelentes durante toda su presidencia, alentaron a Roca a reiniciar los reclamos argentinos por la soberanía sobre las islas Malvinas, que habían sido iniciadas en la época de Rosas, pero no habían sido formalmente reclamadas por ningún gobierno de la época de la Organización Nacional.
A fines de su mandato, el apoyo dado por su gobierno a José Miguel Arredondo durante la Revolución de Quebracho generó un breve incidente con el Uruguay, que se solucionó con la promesa –que nunca se cumpliría– de castigar a los responsables de esa ayuda.

## Presidencia de Juárez Celman (1886-1890)

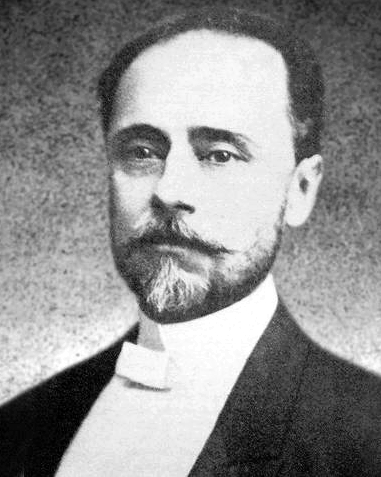
El presidente Juárez Celman.

Pese a la carencia de competencia electoral real, los grupos dirigentes se enfrentaron acerca de la elección del sucesor de Roca. Durante un tiempo, el presidente se abstuvo de pronunciarse sobre el tema, lo que permitió al prestigioso Bernardo de Irigoyen recorrer el país en una campaña electoral encaminada a un triunfo que se consideraba seguro. Esa gira despertó fuerte resistencia en algunas provincias, debido a lo cual Roca terminó por volcar su preferencia hacia su concuñado, el exgobernador cordobés Miguel Juárez Celman.
Para enfrentar la candidatura de Juárez Celman se creó una heterogénea lista llamada "Partidos Unidos", que reunía a varios dirigentes descontentos con la misma, y presentaron como candidato a Dardo Rocha, que fue reemplazado a último momento por Manuel Ocampo; obtuvieron la victoria en las provincias de Buenos Aires y Tucumán, pero en el resto del país la victoria consagró presidente a Juárez Celman.
Durante su gestión se sancionó y entró a regir el Código Penal.

### El unicato
En los primeros años de su mandato, Juárez Celman siguió la misma política de Roca, con sus acuerdos con los gobernadores, e incluso se dejó guiar ostensiblemente por su predecesor. Sus políticas internas, económicas y externas fueron plena continuación de las de Roca.
En consonancia con los acuerdos con Chile, se firmó un acuerdo preliminar con Bolivia, que fijaba provisionalmente el límite en el paralelo 22° sur hasta el río Pilcomayo.
Tras las elecciones legislativas de 1888, dejando de lado la influencia de Roca, sometiendo a su autoridad a todo el aparato burocrático del estado ―que hasta entonces estaba guiado por funcionarios que obraban con gran autonomía del presidente― y sometiendo también a varios gobernadores, Juárez Celman llevó adelante la política conocida como el Unicato, es decir, la concentración de todo el poder político y público en el presidente, en tanto que Jefe Único de la Nación y del PAN.
Bajo el gobierno negociador de Roca, las críticas a la escasa disposición del gobierno a gobernar democráticamente habían arreciado desde varios grupos dispersos. La pretensión de Juárez Celman de eliminar las disidencias internas haciéndose nombrar Jefe Único del PAN favoreció la reunión de diversos grupos, que tomaron una postura cada vez más crítica de las formas políticas del Unicato, tanto en la prensa como en manifestaciones callejeras. Desde el punto de vista de estos críticos, la política del Unicato había llevado a un masivo desinterés de la población sobre los asuntos políticos; la población, tranquila en cuanto al ilimitado progreso económico que parecía vislumbrarse, no se interesaba en quien gobernaba, ni mucho menos en los medios que utilizara para gobernar.
No obstante, la oposición no terminaría de aglutinarse en ningún movimiento político nuevo hasta que la crisis económica terminara con la sensación general de bienestar.

### Auge privatista y crisis económica

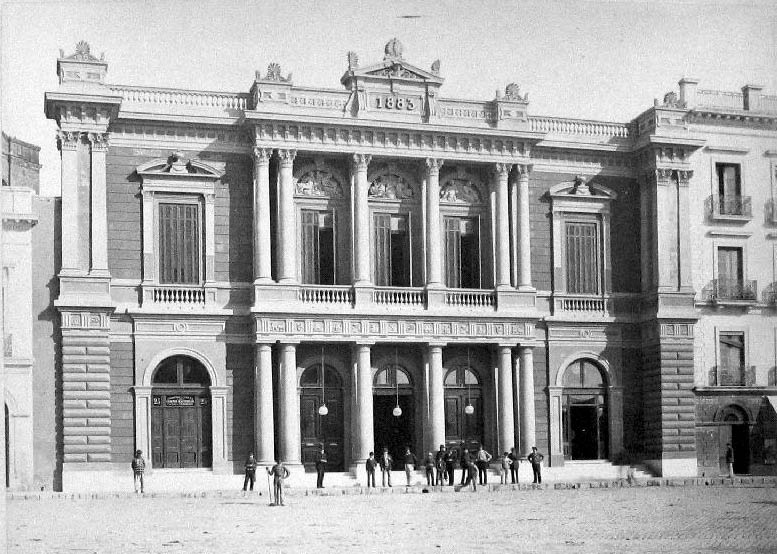
La especulación diaria en la Bolsa de Comercio de Buenos Aires causó una crisis económica en 1890, que a su vez generó una grave crisis política.

Continuando en gran medida con el auge de la especulación comercial y bursátil de su antecesor, Juárez Celman aceleró el proceso por medio de una activa política privatista. Concedió la construcción de decenas de ramales de ferrocarril y sancionó la Ley de Bancos Garantidos, que permitía establecer bancos provinciales y privados habilitados para emitir moneda. El resultado, combinado con la irresponsabilidad fiscal del gobierno, fue una escalada especulativa y de emisión descontrolada que llevó a su vez a un endeudamiento crónico de los bancos y al aumento de los costos financieros. Los estados nacional y provinciales y los bancos se endeudaron rápidamente, mientras una fuerte corriente de ingresos de divisas, especialmente desde Gran Bretaña, alimentaba la burbuja especulativa. En la Bolsa de Comercio de Buenos Aires, fundada en 1885, 4000 operadores de bolsa especulaban con toda clase de papeles públicos y privados, que cada vez tenían menos respaldo.
Los propios círculos dirigentes se habían contagiado del auge especulativo, y tanto el estado nacional como los estados provinciales especularon con sus propios tesoros y sus activos. En particular resultó llamativa la privatización de la empresa estatal más exitosa de la historia argentina hasta entonces, el Ferrocarril Oeste de Buenos Aires, cuya venta se justificó justamente sobre la base de su superávit operativo y financiero.
Pero mientras siguiera ingresando capital externo al sistema, este se sostenía y crecía a niveles inauditos: entre 1886 y 1890, la economía nacional creció un sorprendente 44 %. Durante la década de 1880, el 40 % de todos los capitales británicos invertidos en el exterior fueron invertidos en la Argentina. La mayor parte de las inversiones externas fueron destinadas a financiar la red de ferrocarriles, que sumó otros 3800 km, rozando los 10 000 km de extensión total. Además de los ferrocarriles, hubo también grandes inversiones en puertos, entre ellos los de Bahía Blanca, Rosario, La Plata y en Buenos Aires se inició la construcción de Puerto Madero.
Los productores ganaderos estaban en pleno auge económico, con la extensión de sistemas productivos algo más modernos ―el alambrado se había extendido por todo el país, y llegaban los primeros molinos de viento para agua― y con la incorporación de terrenos recientemente ganados al territorio indígena. Las exportaciones se diversificaron un tanto, con las exportaciones de lana, carne congelada –el primer frigorífico se había instalado en 1881– y los cereales, cuya participación en las exportaciones a fines de la década llegaron al 16 % del valor total.
La situación financiera comenzó a entrar en crisis a finales de 1888, cuando quebró el Banco Constructor de La Plata. En una rápida sucesión, varias instituciones financieras debieron afrontar crisis de pagos, llevando casi a la quiebra a varios bancos extranjeros; cuando la banca Baring Brothers asumió sus errores al invertir en la burbuja especulativa en que se había convertido la Argentina, la llegada de capitales exteriores cesó por completo, iniciándose la fase más crítica de la crisis financiera de 1890.
Poco después, el Estado Argentino entró en cesación de pagos y repudió las deudas contraídas por los Bancos Garantidos y las provincias, con lo que de hecho se declaró en bancarrota, de la cual solamente saldría varios años más tarde.

### La Revolución del Parque

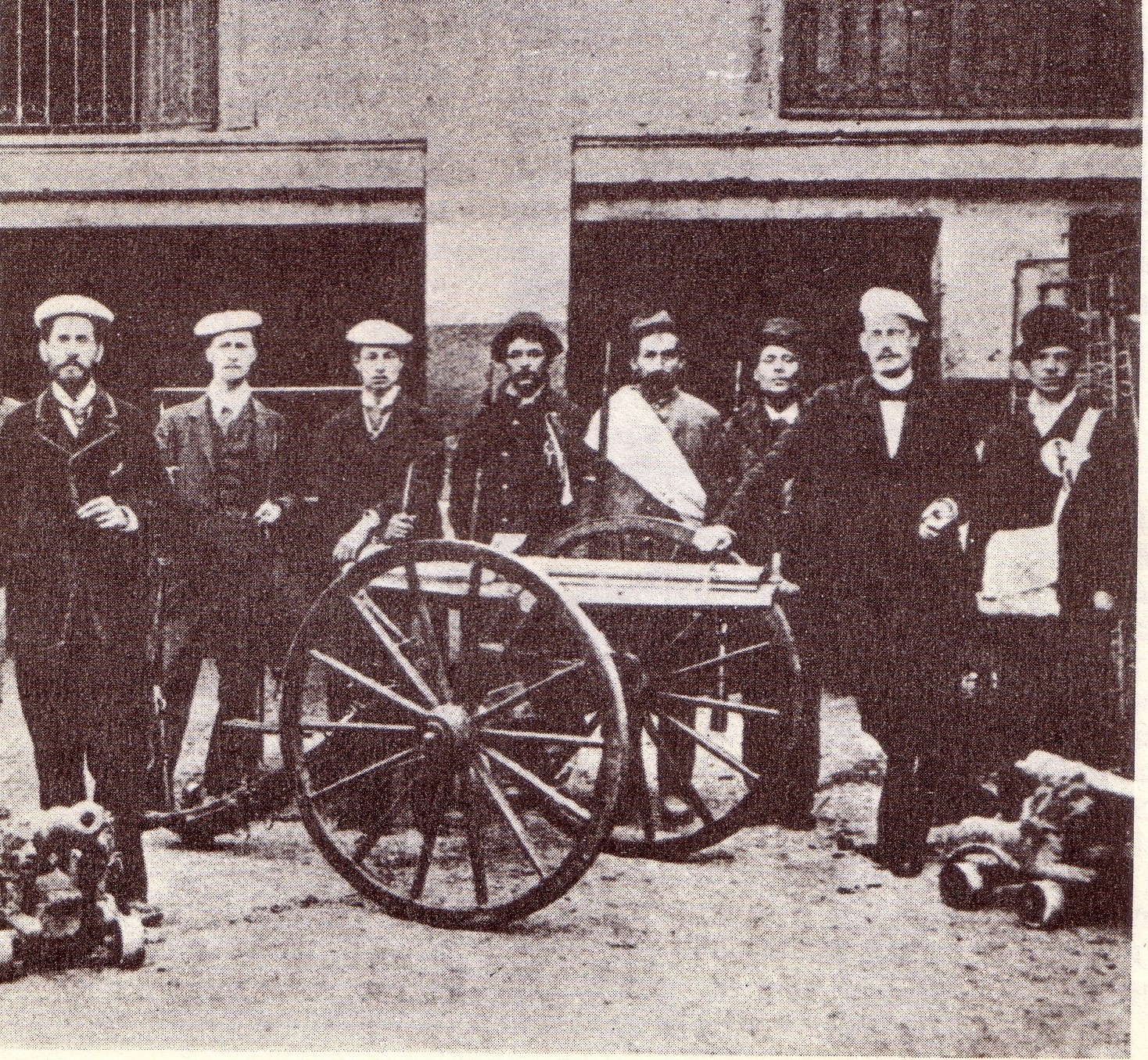
Revolucionarios del Parque junto a un cañón.

El 26 de julio de 1890 se produjo un golpe de Estado conocido como  «Revolución del Parque» dirigido por la recién formada Unión Cívica, liderada por Leandro Alem, Bartolomé Mitre, Aristóbulo del Valle, Bernardo de Irigoyen y Francisco Barroetaveña, entre otros, que perseguía el derrocamiento del gobierno encabezado por el presidente Miguel Juárez Celman.
El golpe fue precedido por una grave crisis económica que se había prolongado por dos años, así como denuncias de corrupción y autoritarismo por sus opositores. Se formaron una Junta Revolucionaria y una logia militar conocida como la Logia de los 33 oficiales. Entre sus líderes estaba el subteniente José Félix Uriburu que 40 años más tarde encabezaría el golpe de Estado que derrocó a Hipólito Yrigoyen.
El plan era que las fuerzas rebeldes se concentrarían en el Parque de Artillería y la flota bombardearía la Casa Rosada y el cuartel de Retiro. Al mismo tiempo, grupos de milicianos debían tomar prisioneros al presidente Juárez Celman, el vicepresidente Pellegrini, al ministro de Guerra general Levalle, y al presidente del senado Julio Argentino Roca, y cortar las vías de ferrocarril y telegráficas.
Ese día el levantamiento comenzó en la madrugada del 26 de julio de 1890. Un regimiento cívico armado tomó el estratégico Parque de Artillería de la Ciudad de Buenos Aires, donde hoy se levanta el edificio de la Corte Suprema de Justicia), ubicado 900 metros de la casa de gobierno y simultáneamente otros contingentes sublevados marcharon hacia allí desde otros puntos. Al mismo tiempo se sublevó la mayor parte de la escuadra naval ubicada en el puerto de la Boca del Riachuelo, al sur de la Casa Rosada, luego de un cruento enfrentamiento armado. Las tropas revolucionarias contaban con el apoyo de civiles armados organizados en "milicias cívicas". El sitio principal donde se concentraron las fuerzas del gobierno fue el Retiro, en la zona noreste de la ciudad. Allí existía un importante cuartel en el lugar en que hoy se encuentra la Plaza San Martín y la terminal de ferrocarril de Retiro, estratégica para traer las tropas ubicadas en las provincias. En Retiro se instalaron desde las 6:00 los hombres clave del gobierno: el presidente Miguel Juárez Celman, el vicepresidente Carlos Pellegrini, el presidente del Senado Julio Argentino Roca, el ministro de Guerra, general Nicolás Levalle, quien tomaría el mando directo de las tropas leales, y el jefe de Policía coronel Alberto Capdevila.
Una vez que el gobierno se encontró reunido en el cuartel de Retiro, Juárez Celman salió de Buenos Aires aconsejado por Pellegrini y Roca que de ese modo quedaron a cargo del mando político.
Una vez concentradas las tropas revolucionarias en el Parque de Artillería, el general Manuel J. Campos cambió el plan establecido la noche anterior, y en lugar de atacar las posiciones del gobierno y tomar la Casa Rosada, dio la orden de permanecer en el interior del Parque. La gran mayoría de los historiadores atribuye la decisión a un acuerdo secreto entre Campos y Roca; este último habría fomentado la revuelta para provocar la caída del presidente Juárez Celman, pero evitando un triunfo de los rebeldes que hubiera instalado a Leandro Alem como presidente provisional.
La flota sublevada se ubicó detrás de la Casa Rosada y comenzó a bombardear al azar el cuartel de Retiro, el Cuartel de Policía y la zona aledaña al sur de la ciudad, y la Casa Rosada. La lucha continuó hasta el 29 de julio en que los rebeldes se rindieron con la condición de que no tomaran represalias con los revolucionarios. La cantidad de víctimas causadas por la Revolución del 90 nunca ha sido bien establecida. Distintas fuentes hablan desde 150 hasta 300 muertos o en forma indiscriminada de 1500 bajas sumando muertos y heridos. El 6 de agosto de 1890 Miguel Juárez Celman renunció a la presidencia y fue reemplazado por el vicepresidente Carlos Pellegrini, quien nombró como su ministro del Interior a Julio Argentino Roca, quien fue el que políticamente más se fortaleció con el golpe frustrado.

## Presidencia de Pellegrini (1890-1892)

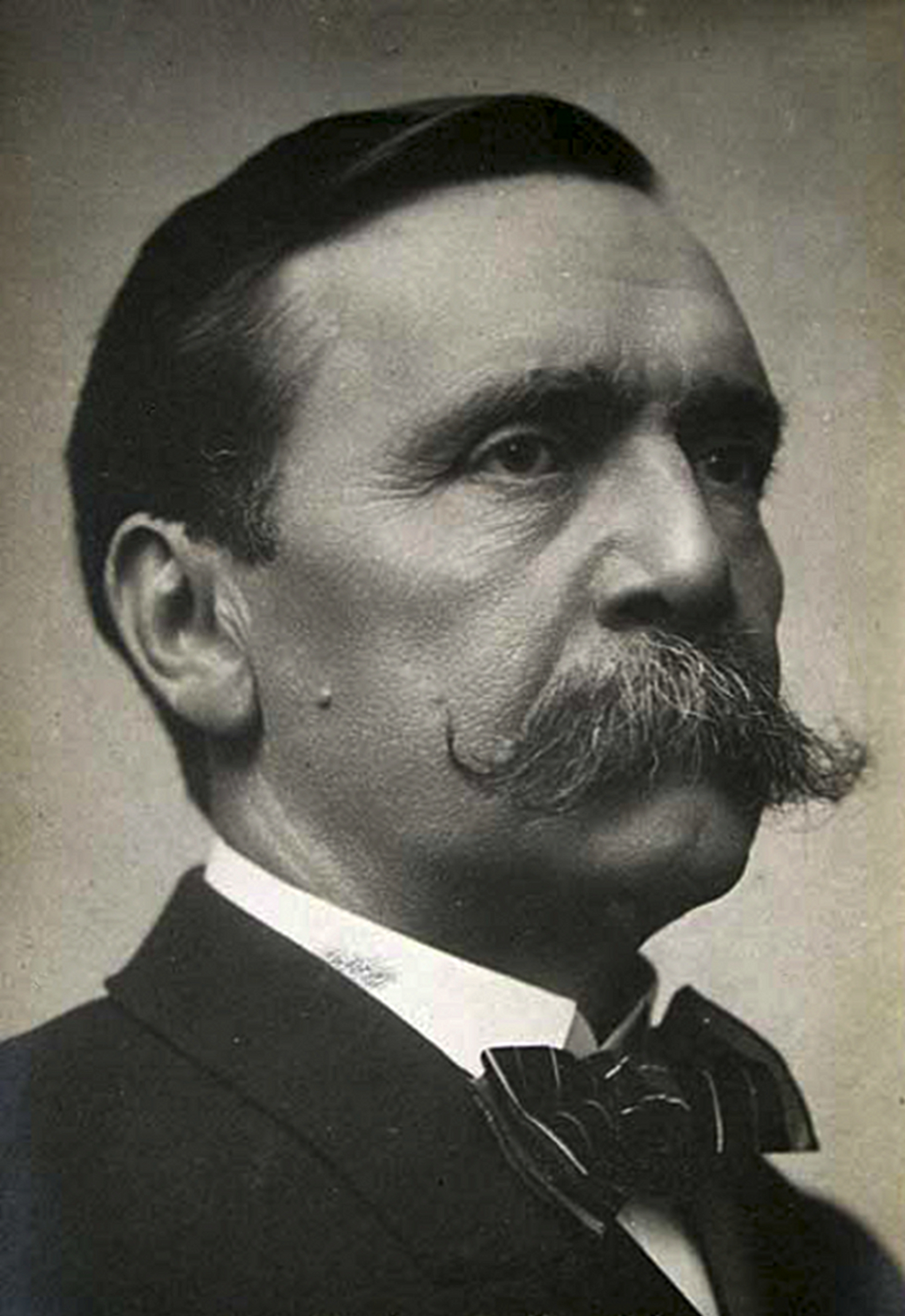
Carlos Pellegrini.

El país estaba sometido a los efectos de la crisis: los ingresos fiscales apenas alcanzaban el 70 % respecto a años anteriores, los bancos ―los que no habían quebrado, que habían sido varios― paralizados, y la moneda continuaba depreciándose. Las primeras medidas fueron destinadas a paliar la situación fiscal: encargó a un grupo de hombres de negocios suscribir un empréstito por 15 millones de pesos, y enseguida envió a Victorino de la Plaza a Londres, a renegociar los términos y vencimiento de la deuda pública; apenas logró una moratoria de la Banca Rothschild.
Simultáneamente, su ministro de Hacienda, Vicente Fidel López, aplicó estrictas medidas de austeridad pública, empezando por la suspensión de casi toda la obra pública, y nacionalizó algunas empresas privatizadas por su antecesor, cuyos adjudicatarios eran incapaces de cumplir sus contratos. También aumentó las tasas a las importaciones, lo que aumentó significativamente los ingresos fiscales.
En 1891 creó el Banco de la Nación Argentina, de capitales mixtos, que permitió sanear el sistema financiero al ser un banco nuevo, que no cargaba con las deudas de los que habían subsistido a la crisis. Tras un período de restricción monetaria, volvió a aumentar el dinero circulante, para no complicar las transacciones.
A fines de ese año se reiniciaron algunas obras públicas, tales como el Museo Histórico Nacional, la Escuela Superior de Comercio Carlos Pellegrini y el Jardín Botánico de Buenos Aires.
Si bien la recuperación económica no fue evidente hasta después de terminado su gobierno, los historiadores suelen considerar que fueron sus medidas económicas las que permitieron al país salir de la crisis. El otro factor crucial fue el aumento sistemático de la superficie sembrada, que compensó con creces la temporaria restricción en los precios de las carnes y cereales.
Entre los efectos de la crisis y de la política adoptada para su solución, es de destacar la tendencia a la concentración empresaria: las abundantes empresas pequeñas fueron en su mayor parte absorbidas por las mayores, como ocurrió por ejemplo en el caso de los ferrocarriles.

### La sucesión presidencial
Durante su mandato surgieron tres partidos independientes del PAN: por un lado, el Partido Modernista, liderado por Roque Sáenz Peña. Como la principal candidatura era la de Mitre, candidato de la Unión Cívica a la presidencia, Roca se reunió con este y le prometió que el PAN le daría sus votos a cambio de unir sus listas de candidatos a diputados y senadores. Era una jugada maestra de Roca, que proseguía la "política del acuerdo", para evitar la competencia electoral. La mayor parte de la Unión Cívica, guiada por Leandro Alem, rechazó el acuerdo; los seguidores de Mitre se separaron oficialmente de la Unión Cívica, fundando la Unión Cívica Nacional, que durante diez años continuaría con la política del acuerdo. Por su parte, los seguidores de Alem fundaron la Unión Cívica Radical, dirigida por Leandro N. Alem.
La fórmula del triunfo parecía consolidada, pero Roca decidió no correr ningún riesgo: convenció entonces a Mitre de que ambos debían mostrarse prescindentes, y a continuación convenció al padre de Roque Sáenz Peña, Luis Sáenz Peña ―un jurista con muy escasa vocación política― de ser el candidato oficialista a la presidencia. El hijo renunció a su candidatura presidencial para no enfrentar al padre.
La posición del gobierno era cada vez más sólida, pero Roca aún quería ir más allá: convenció a Pellegrini de arrestar a Alem y los principales dirigentes radicales, acusándolos de haber planeado una sangrienta revolución. Preso el candidato presidencial de la UCR, las elecciones se hicieron sin otra lista que la oficialista: Luis Sáenz Peña y José Evaristo de Uriburu fueron elegidos presidente y vice por unanimidad del Colegio Electoral. No hubo fraude, pero tampoco hubo realmente una elección presidencial.

## Presidencia de Luis Sáenz Peña (1892-1895)

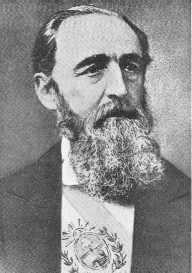
Luis Sáenz Peña.

Sáenz Peña inició su mandato convencido de que su misión era terminar de salir de la crisis; su ministro de Hacienda, Juan José Romero, decidió no contraer nuevas deudas, y renegoció las existentes en Londres en forma personal: la situación financiera obligó a los banqueros a aceptar las condiciones impuestas por Romero, que consiguió algunas quitas en el capital y un plazo algo más largo. Para mediados de 1893, la crisis podía considerarse terminada.
Durante su mandato, el Ministerio de Obras Públicas logró expandir la red ferroviaria, al punto que todas las capitales de provincia –excepto La Rioja– quedaron vinculadas por los rieles. Las ciudades de Buenos Aires, Rosario y Santa Fe terminaron sus puertos, y la capital abrió la Avenida de Mayo, que durante más de medio siglo sería la vidriera de la gran ciudad.
En 1894 se sancionó la Ley 1.894, que cedía grandes porciones del Territorio Nacional del Chaco a las provincias vecinas, beneficiando especialmente a la Provincia de Santa Fe.
La situación política se volvía cada día más inestable, ante la evidente incapacidad del presidente; Sáenz Peña cambió varias veces todo su gabinete de ministros, buscando infructuosamente evitar las críticas periodísticas. La situación se propagó a las provincias interiores, en varias de las cuales los gobiernos fueron derrocados, con lo que la inestabilidad se acrecentó. Sáenz Peña, cada vez más desorientado, probó todas las alianzas posibles, y finalmente –ante la inminencia de una revolución radical– nombró ministro del Interior a Aristóbulo del Valle (cofundador, junto a Alem de la Unión Cívica Radical). Este lo convenció de desarmar las Guardias Nacionales, con el fin aparente de evitar nuevas revoluciones, pero pocos días más tarde estalló la revolución radical de 1893.
Desarmados los gobiernos de provincia, los revolucionarios –dirigidos por Hipólito Yrigoyen– lograron derrocar a varios de ellos, incluidos los de Buenos Aires, Santa Fe y La Plata, en donde se llegó a implementar un gobierno provisorio que duró nueve días; allí las tropas revolucionarias fueron ovacionadas por los pobladores de la ciudad. Las indecisiones de Del Valle y los desacuerdos entre Alem y su sobrino Yrigoyen hicieron fracasar el movimiento, al ser vencidas sus tropas por el Ejército nacional. Pero la UCR había estado a punto de triunfar y había mostrado una capacidad de organización política inusual. Poco después moría repentinamente Del Valle, y dos años y medio más tarde se suicidaba Alem; la UCR pasó a estar controlada totalmente por Yrigoyen.
Al año siguiente, la UCR intentaba, finalmente, participar en las elecciones; obtuvo el triunfo en la Provincia de Buenos Aires, aunque la alianza de roquistas y mitristas llevó al gobierno provincial a Guillermo Udaondo. En el interior, el gobierno triunfaba en todos lados gracias a un escandaloso fraude y la violencia sobre los radicales. Vencidos en las urnas, y sin perspectiva alguna de triunfar en elecciones amañadas por Roca y su círculo, los radicales se encerraron en una abstención electoral absoluta.
Pero Sáenz Peña ya no controlaba ni a sus ministros, que gobernaban de acuerdo con las indicaciones de Roca y Pellegrini. Y que, a mediados de enero de 1895, presentaron sus renuncias en masa. El día 22, Sáenz Peña presentó su renuncia, que fue recibida con alivio por la opinión pública.

## Presidencia de Uriburu (1895-1898)

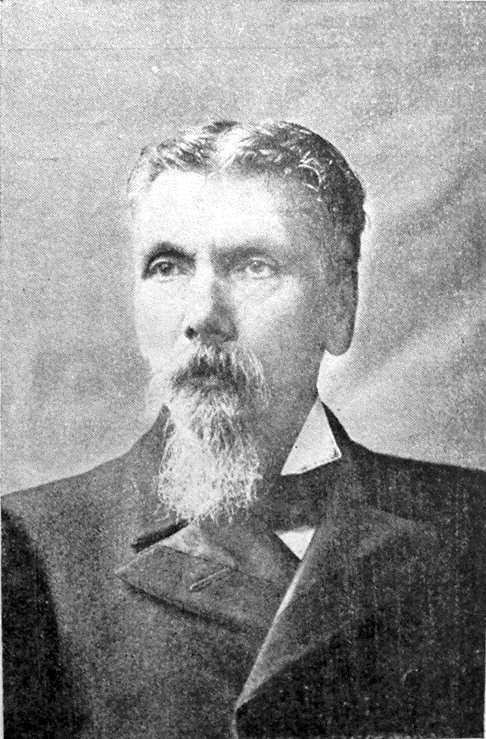
El presidente José Evaristo Uriburu.

Carente de un grupo político que lo respaldara, el nuevo presidente dependía enteramente de Roca, por entonces presidente provisional del Senado. No obstante, tenía una experiencia y un sentido político muy marcadas, que le permitieron llevar adelante un gobierno estable y respetado por todos. Una de sus primeras medidas fue una amnistía para los participantes de las dos revoluciones radicales, la cual le ganó el agradecimiento de muchos de los implicados.
Durante su mandato, impulsado por un fuerte superávit fiscal, el gobierno inició una etapa de inversiones públicas. Varias obras que habían quedado detenidas desde cinco años atrás se terminaron durante su gestión.
Alejado el peligro de las revoluciones radicales ―especialmente tras las muertes de Del Valle y Alem― y terminadas todas las campañas contra los indígenas, el presidente decidió adaptar el Ejército y la Armada a las necesidades de las únicas hipótesis de conflicto posibles; esto es, a un posible escenario bélico internacional. Los cinco años de la crisis habían causado un notable retraso en la actualización del armamento de ambas fuerzas armadas, por lo que Uriburu decidió iniciar un rearme masivo, con la compra de armamento moderno y de varios buques. También ordenó la creación de la base naval de Puerto Belgrano, cerca de Bahía Blanca.
En octubre de 1895 se sancionó una ley que reglaba la obligatoriedad del servicio en la Guardia Nacional para todos los jóvenes que cumplieran 20 años. Era un paso previo al servicio militar obligatorio.

### Los conflictos con Chile y Brasil
La combinación de los retrasos que se observaban en la demarcación de los límites sobre la Cordillera de los Andes y las noticias sobre el rearme de las fuerzas armadas argentinas alarmaron a los sectores más belicistas de la opinión pública de Chile. El propio Ministro de Relaciones Exteriores de ese país, y su embajador en Buenos Aires participaban de las intenciones belicistas; este último llegó a aconsejar atacar a la Argentina cuanto antes, adelantándose a la llegada de nuevos buques. Pero, tras varias semanas de escalada belicista en la prensa de ambos países, cuando ya se presentía la inminencia de una guerra, el presidente chileno Errázuriz y su par argentino se pronunciaron enérgicamente a favor de la paz.
Por otro lado, Uriburu ordenó a la Comisión Demarcadora de los límites de ambos países no detenerse en ningún momento: cada vez que surgiera una discrepancia, se elevaría a los peritos y la Comisión continuaría su camino, marcando los lugares donde no la hubiera; si los peritos no lograban conciliar sus discrepancias ―el perito por la parte argentina era Francisco P. Moreno― se pediría un laudo arbitral sobre ese punto al rey de Inglaterra. La demarcación de límites tomó finalmente gran velocidad.
Otro conflicto que se solucionó durante la presidencia de Uriburu ―enteramente en perjuicio de la Argentina― fue el que existía con Brasil por el límite oriental del Territorio Nacional de Misiones. En 1895, el presidente estadounidense Cleveland otorgó la totalidad del territorio en disputa al Brasil.

## Segunda presidencia de Roca (1898-1904)

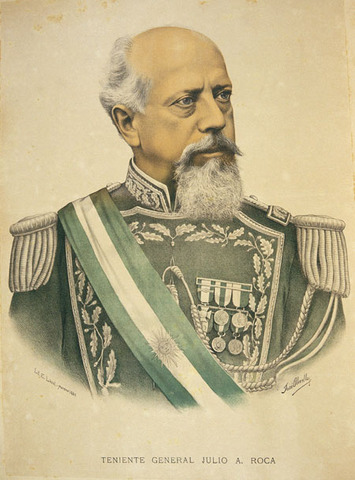
Al asumir su segunda presidencia, Roca parecía prematuramente anciano.

La condición tácita para el apoyo de Roca a Uriburu era que este no se interpusiera en las ambiciones del general de volver a ser presidente. Y eso fue exactamente lo que ocurrió: Roca organizó en todo el país acuerdos entre cúpulas y elecciones fraudulentas, que lo hicieron presidente.
Todas las provincias le respondían, excepto una: la provincia de Buenos Aires, donde el control por parte de la prensa impidió el fraude y la presión sobre los electores, triunfó el radical Bernardo de Irigoyen. Pero aún esta oposición le era útil a Roca, ya esta candidatura había dividido a los radicales entre el ala que prefirió participar en las elecciones, y el ala revolucionaria dirigida por Hipólito Yrigoyen, que se aferró firmemente a la abstención. Pese a que ambos grupos compartían la sigla partidaria, desde entonces se separaron progresivamente, ya que el anciano gobernador entró en sucesivos acuerdos políticos con el roquismo.
Una vez llegado al gobierno, Roca se mostró como un político indeciso y desorientado; los hechos más relevantes lo tomaban por sorpresa y sus respuestas estaban más dirigidas a desviar la atención de sus contendientes que a responder a los hechos mismos.
Su ministro de Instrucción Pública, Osvaldo Magnasco, proyectó crear gran cantidad de escuelas técnicas y agrotécnicas, de las que hasta entonces existían muy pocas. El intento fue rechazado por el Congreso, y Magnasco debió renunciar después de haber creado apenas unas decenas de escuelas técnicas.
Por iniciativa del ministro de Guerra de Roca, Pablo Riccheri, se estableció el servicio militar obligatorio por la Ley 4031.
También se inició una acelerada modernización del Ejército, y se adquirieron nuevas bases militares, como Campo de Mayo, con la intención de evitar que los cuarteles dentro de la Capital fueran instrumento para revoluciones militares. Se refundó el Regimiento de Granaderos a Caballo que había creado el general José de San Martín, para funcionar como escolta del presidente de la Nación.

### Política exterior

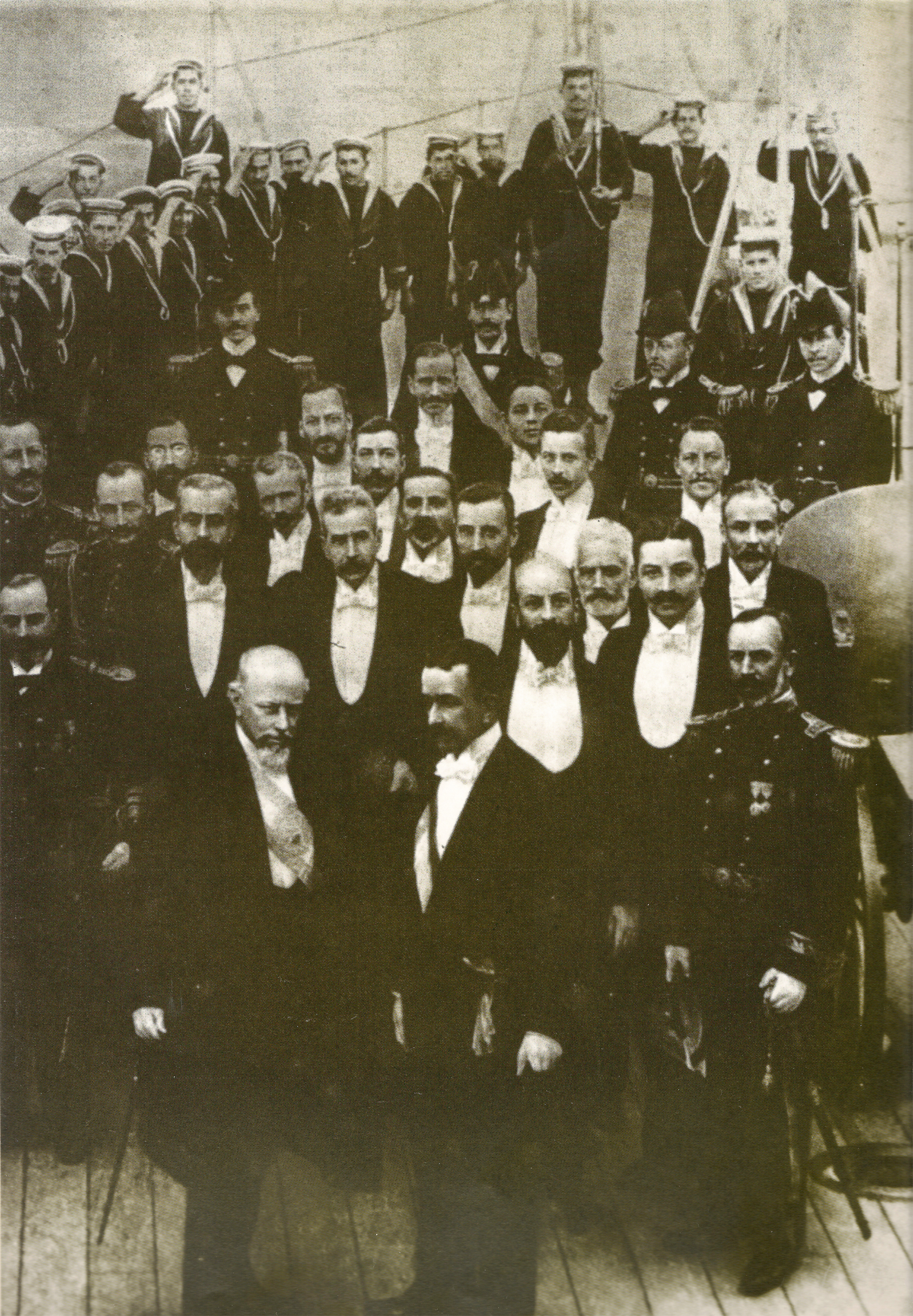
Los presidentes Roca y Errázuriz en el estrecho de Magallanes.

A menos de tres meses de iniciado su gobierno, Roca emprende un viaje al sur del país; el primer paso fue una breve visita a la colonia galesa del Chubut. Siguió su navegación hasta Ushuaia, posteriormente prosiguió viaje por el canal Beagle hacia el oeste, continuando luego por el estrecho de Magallanes hasta Punta Arenas, donde se entrevistó con el presidente chileno Errázuriz, en un gesto que sirvió para acelerar la resolución del litigio de la Puna de Atacama, el cual se resolvió con un laudo arbitral del presidente norteamericano James Buchanan, que este saldó el 24 de marzo de 1899. Como consecuencia del mismo, en el año 1900 se creó el nuevo Territorio Nacional de los Andes.
A continuación visitó el Uruguay y el Brasil, visitas que fueron correspondidas por los presidentes de esos países, en un intercambio sin mayores consecuencias.
En 1901, por iniciativa presidencial, el gobierno reinició las relaciones diplomáticas con la Santa Sede y en los años siguientes hizo varios gestos de acercamiento con la jerarquía católica.
El 28 de mayo de 1902, su representante en Chile firmó con ese país los llamados Pactos de Mayo, que limitaban la carrera armamentista con ese país, y acordaba someter al arbitraje de la Corona británica los diferendos limítrofes que ya se habían suscitado y los que se suscitaran en el futuro.
En diciembre de 1902, el canciller Luis María Drago inició una amplia campaña para repudiar el ataque militar por parte del Reino Unido y el Imperio alemán a las costas de Venezuela en reclamo del pago de deudas, estableciendo la Doctrina Drago, principio de aceptación universal desde entonces, que prohíbe que la deuda pública pueda dar lugar a una intervención armada, y menos aún a la ocupación material del suelo de las naciones deudoras.
A principios de 1904 se firmó con Bolivia un protocolo sobre límites, que fijaba con más precisión los establecidos en 1888, pasando la localidad de Yacuiba a pertenecer a ese país. Los límites definitivos serían establecidos en 1925.
También en 1904, la Argentina inició la ocupación del primer establecimiento permanente en territorio antártico, al establecer una base en las islas Orcadas del Sur. La Base Orcadas ha sido ocupada por la Argentina hasta el día de hoy, lo que podría sentar precedentes en cuanto a reclamos de soberanía sobre una parte de la Antártida.

### Política económica

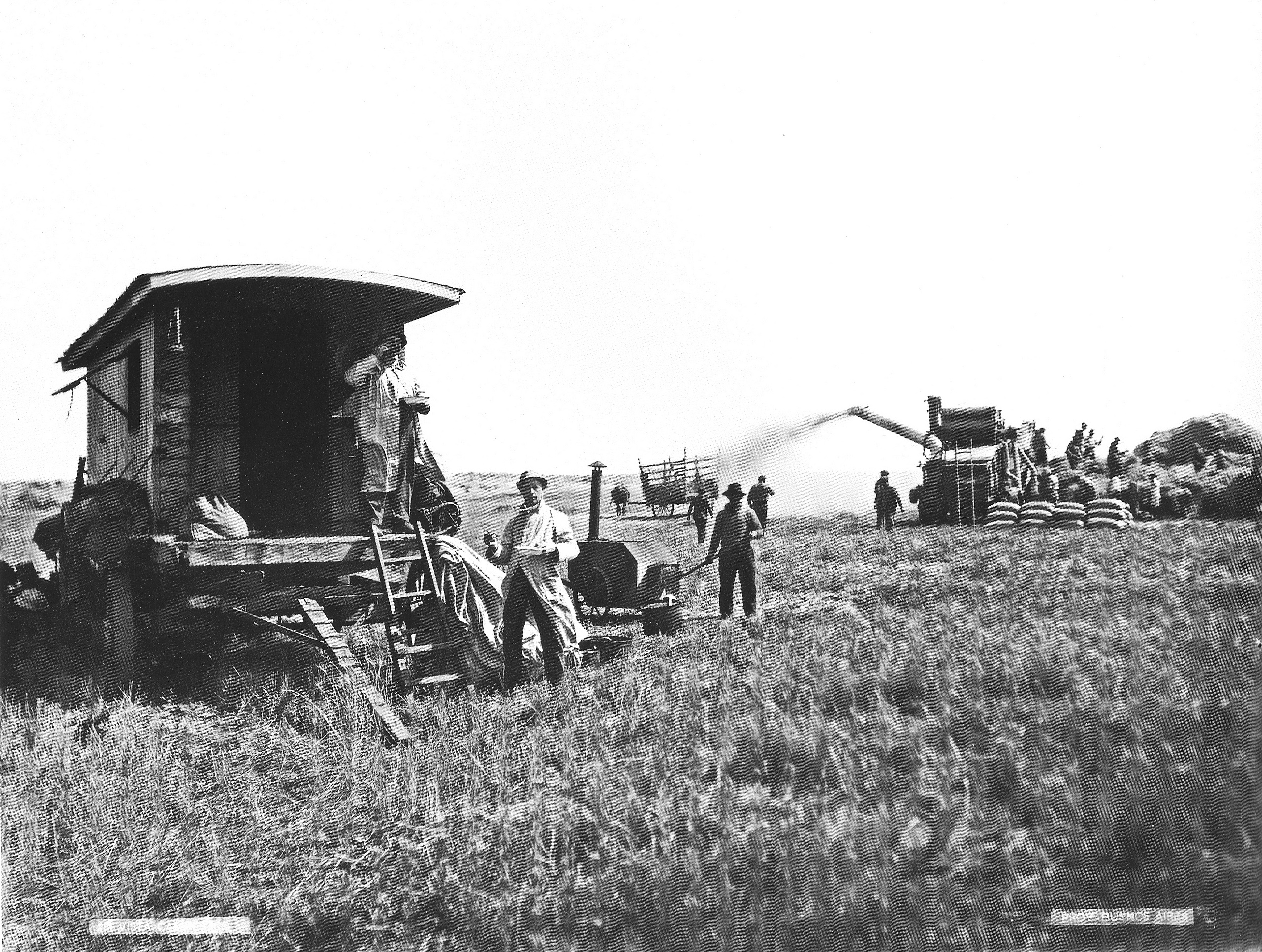
La producción de granos reemplazó gradualmente a la ganadería ovina como pilar de la economía argentina desde la crisis de 1890; en la imagen, la trilla del trigo.

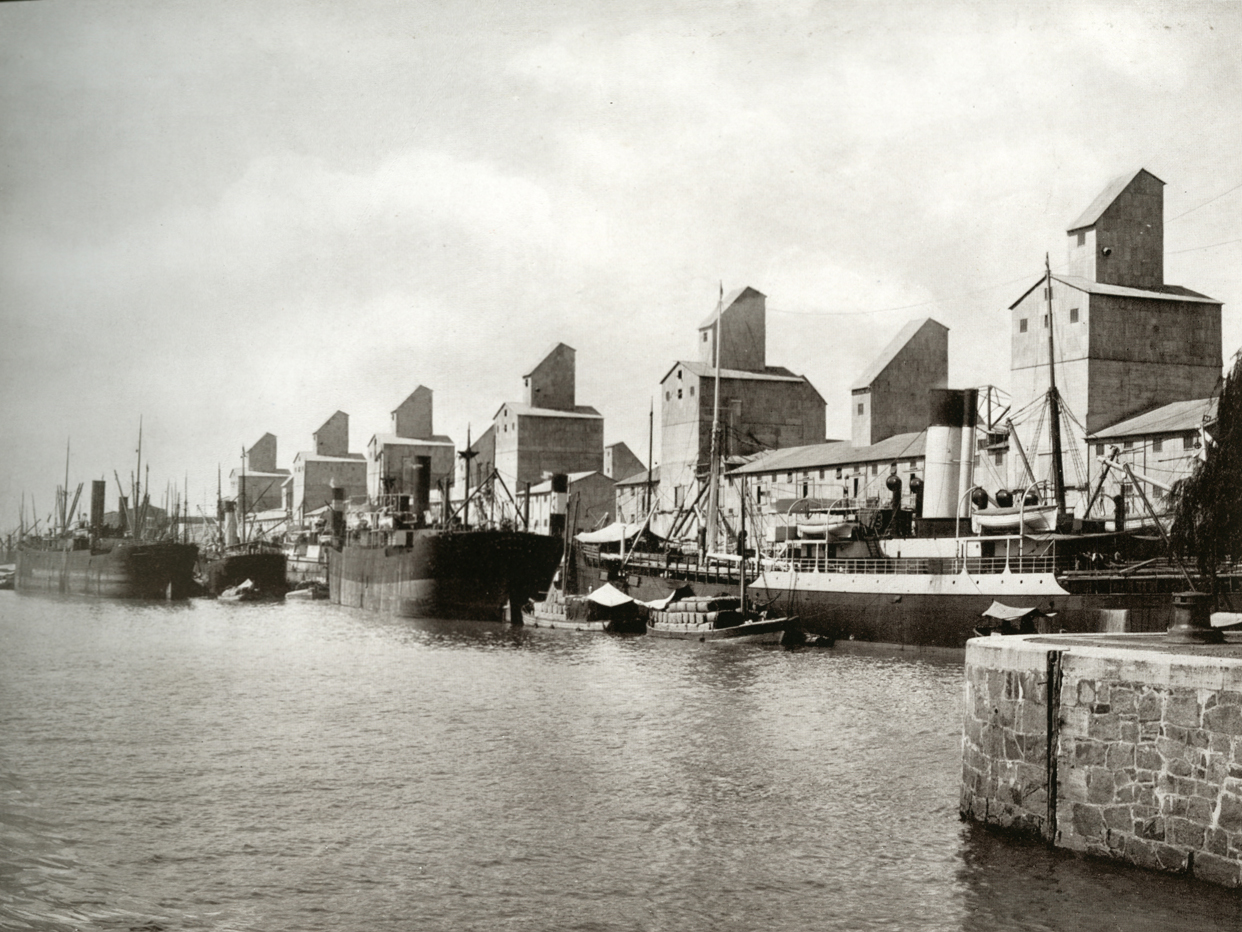
La mayor parte de los granos se exportaban; en la imagen, los elevadores de granos de Puerto Madero, en Buenos Aires.

Durante los últimos años del siglo XIX y primeros del siglo XX se produjo el rápido crecimiento de algunas provincias en una economía nacional que ―hasta entonces― había sido guiada únicamente por las producciones de la región pampeana. Así, la mejora en las comunicaciones causó una rápido incremento de la producción vitivinícola en las provincias de Cuyo, mientras que las provincias de Tucumán y Salta podían vender más fácilmente el azúcar en las provincias litorales. Asimismo, otras producciones como el algodón, proveniente en su mayoría del Chaco, y la yerba mate, principal producción de Misiones, tuvieron un explosivo aumento en este período, en que la mayor parte de los productos consumidos pasaron a ser de origen nacional. También se hicieron algunos esfuerzos para desarrollar la minería, como el cablecarril que trasladaba minerales desde el Nevado de Famatina; sus resultados serían desalentadores
En cambio, la lana, que había alcanzado su precio máximo histórico en los últimos años del siglo XIX, y que había promovido una explosión ganadera en la Patagonia, inició un período de bajos precios a partir de 1900, de la que nunca se recuperaría del todo. De todos modos, la economía ya había sufrido importantes cambios en la década anterior, dejando de girar en torno a la exportación de la lana para pasar a depender de las exportaciones de carnes vacunas –primeramente congeladas y luego enfriadas– y de granos, principalmente trigo, maíz y lino.
El Ministro de Obras Públicas Emilio Civit inició una moderada reforma en la política de concesiones ferroviarias, frenando la expansión de las empresas privadas, aumentando la extensión de las líneas estatales y ejerciendo con algún rigor el control de las tarifas de las empresas británicas, que estaban conscientemente diseñadas para perjudicar las producciones locales que pudieran competir con las británicas.
Pero si esa gestión tuvo un aspecto contrario a la tendencia liberal en boga, fue la única en tal sentido: la construcción del Puerto de Rosario fue concesionada a una empresa privada a cambio del 40 % de los ingresos de aduana que generara, y se permitió a algunas empresas ferroviarias privadas unificarse, conservando los privilegios de la más favorecida.
La situación económica era por demás halagüeña, por lo que el presidente quiso aprovechar la ocasión para reorganizar la situación financiera y unificar las deudas externas. Pero la situación económica se complicó cuando se inició una rápida baja del valor del papel moneda en relación con el oro. En respuesta, el senador Pellegrini presentó y defendió la Ley de Conversión, que era un primer paso para el regreso a la libre convertibilidad.
Dos años más tarde, el mismo Pellegrini fue encargado por el presidente de iniciar gestiones en Europa para unificar la deuda externa del país: debía canjear una deuda de 392 millones de pesos oro a distintas tasas por otra de 435 millones al 4 %. Según Pellegrini, eso significaría un ahorro neto de 10 millones, pero la opinión pública entendió que se aumentaba el monto total en 43 millones.
Cuando el proyecto fue presentado en el Senado, fue aprobado por una escasa diferencia de los senadores presentes, porque la mayor parte de sus opositores se había ausentado. Y en la discusión en la Cámara de Diputados, Pellegrini mismo debió confesar al diputado José Antonio Terry que el país se comprometía a girar diariamente a una cuenta especial en el Banco de la Nación el 8 % de los ingresos diarios de la Aduana. La opinión pública estalló de indignación, y el día 4 de julio, una gran cantidad de estudiantes salió a la calle ―en Buenos Aires, Rosario y La Plata― para protestar contra el proyecto y también contra la ausencia de una democracia real. Fue la manifestación opositora más grande que se hubiera visto hasta entonces en el país, y concluyó con incidentes de violencia.
El gobierno respondió pidiendo al Congreso la declaración del estado de sitio, y enseguida el presidente retiró el proyecto de unificación de la deuda, asignándole la autoría del mismo a Pellegrini.
En respuesta, Pellegrini rompió con Roca y comenzó a formar un partido opositor. Esto provocó una crisis de gabinete y obligó a Roca a reorganizar el PAN. Durante el resto de su mandato, varias veces debió cambiar de ministros.
Mientras tanto, la economía seguía creciendo, movida por un constante aumento de los precios agropecuarios, que se mantenía desde los años de Uriburu.

### Reforma política
En junio de 1896 se había formado el Partido Socialista, como resultado de complicadas negociaciones entre sectores sindicalistas y profesionales de ideas izquierdistas; su primer presidente fue el médico español Juan B. Justo. Durante el resto del período conservador llevó adelante una activa prédica a favor de los sectores obreros y participó con escaso éxito en las elecciones.
Sorprendido por las protestas de julio de 1901, Roca decidió distraer a la opinión pública lanzando un proyecto de reforma política ideado por el ministro del Interior, Joaquín V. González: en busca de aumentar la representatividad de los diputados, se reemplazaba el sistema de elecciones por lista completa por una división del país en circunscripciones, en cada una de las cuales se elegiría un diputado.
Tras su separación del PAN, Pellegrini formó el Partido Autonomista, en que comenzaron a militar varios dirigentes que habían sido seguidores de Juárez Celman y los miembros de un efímero Partido Demócrata, y al que se unió también Roque Sáenz Peña. Por su parte, los seguidores de Mitre habían abandonado la Unión Cívica Nacional para formar un nuevo partido, el Partido Republicano. A pesar de la importancia que la prensa les asignaba, en las elecciones de 1902 ―en que aún no se había aprobado el sistema uninominal― ambos partidos obtuvieron pobres resultados.
En la provincia de Buenos Aires, Marcelino Ugarte derrotó al candidato de Roca y del gobernador Irigoyen, con lo que accedió al gobierno; enseguida reforzó su estructura caudillista, extendió las redes de sus contactos, y negoció su incorporación al Partido Nacional.
Roca decidió controlar la elección de su sucesor, para lo que convocó a una Convención de Notables, que discutió varias alternativas. Tras el fracaso de la casi segura candidatura de Felipe Yofre, esta eligió a un exmitrista, Manuel Quintana, y al exgobernador cordobés José Figueroa Alcorta para vice.
La ley de circunscripciones uninominales se aplicó solamente a la elección de diputados nacionales y electores de presidente en el año 1904. No tuvo efectos notables en la distribución de cargos políticos, con la sola excepción de la elección del primer diputado socialista de América Latina, Alfredo Palacios. Por su parte, Quintana fue elegido por aplastante mayoría, en unas elecciones en que el número de votos solo aumentó significativamente en Buenos Aires y la Capital.

## Presidencia de Quintana (1904-1906)

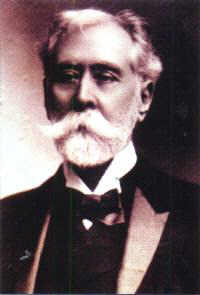
Manuel Quintana fue el presidente de más edad del período.

El gobierno de Quintana fue una mera continuación de los anteriores. Sus políticas exteriores y económicas siguieron los lineamientos de las de Roca.
La mayor parte de sus acciones distintivas ―y sus problemas― tuvieron lugar en la política electoral y partidaria. En primer lugar, Quintana no estaba de acuerdo con el sistema uninominal, ya que no se había modificado el sistema de clientelismo ni la presión sobre los votantes; de modo que envió un proyecto proponiendo un padrón único y universal ―basado en los registros del servicio militar― y la obligatoriedad del voto. Pero el proyecto fue modificado en todo, menos en la eliminación del sistema uninominal; resultó un completo regreso al sistema anterior, con todos sus defectos.
Desde la derrota de 1893, y más aún desde la división entre “bernardistas” y seguidores de Hipólito Yrigoyen, nadie tenía en cuenta seriamente a la UCR como un partido con posibilidades de acceder al poder. Pero repentinamente, la UCR reapareció mostrando una organización política y territorial muy superior a la del oficialismo, y una gran decisión revolucionaria, en la revolución radical de 1905, en que estuvieron implicadas varias unidades del Ejército. Estallada el 4 de febrero de ese año, tuvo un éxito relativo en Buenos Aires, Rosario, Córdoba, Bahía Blanca y Mendoza, pero fue rápidamente sofocada. A pesar del fracaso revolucionario, el radicalismo había mostrado nuevamente su importancia.
A fines de 1905, la salud de Quintana decayó rápidamente, por lo que el vicepresidente Figueroa Alcorta se hizo cargo permanentemente de la presidencia a fines de enero del año siguiente; Quintana falleció el 12 de marzo de 1906.

### El intento de golpe de Estado del 4 de febrero de 1905
En 1897 Hipólito Yrigoyen, en desacuerdo con Bernardo de Irigoyen, disolvió el Comité de la UCR de la provincia de Buenos Aires, debido a lo cual el partido dejó prácticamente de existir. Esto determinó la formación de un núcleo de radicales que reconocen como jefe a Hipólito Yrigoyen, quien en 1903 comenzó la refundación y reorganización del partido. El 29 de febrero de 1904 el Comité Nacional de la UCR declaró la abstención electoral en todo el país en las elecciones de diputados de la Nación, de senador por la capital, electores de presidente y vicepresidente de la Nación y anunció la lucha armada. En el gobierno estaba Manuel Quintana, representante del Partido Autonomista Nacional.
El 4 de febrero de 1905, en la Capital Federal, Campo de Mayo, Bahía Blanca, Mendoza, Córdoba y Santa Fe, se produjo el alzamiento armado con el propósito de derrocar a las autoridades que, por su parte, estaban al tanto de la conspiración y decretaron el estado de sitio en todo el país, por noventa días.
En la Capital Federal los golpistas fallaron al no poder asegurar el control del arsenal de guerra de Buenos Aires cuando el general Carlos Smith, jefe del Estado Mayor del Ejército desplazó a los soldados yrigoyenistas. Las tropas leales y la policía recuperaron pronto las comisarías tomadas por sorpresa y los cantones revolucionarios. En Córdoba los rebeldes apresaron al vicepresidente José Figueroa Alcorta y amenazaron matarlo si no renunciaba el presidente Manuel Quintana; este no cedió y la amenaza no fue ejecutada. También apresaron al diputado Julio Argentino Pascual Roca, y Francisco Julián Beazley, exjefe de policía de Buenos Aires, pero no al expresidente Julio Argentino Roca, quien logró escapar a Santiago del Estero.
En Mendoza los rebeldes se llevaron 300 000 pesos del Banco de la Nación y atacaron los cuarteles defendidos por el teniente Basilio Pertiné. Las tropas sublevadas en Bahía Blanca y otros lugares ni tuvieron perspectiva, ni hallaron eco en el pueblo. Solo continuaron los combates en Córdoba y Mendoza hasta el 8 de febrero, pero finalmente los alzados fueron derrotados y enjuiciados recibiendo penas de hasta 8 años de prisión y enviados al penal de Ushuaia.

## Presidencia de Figueroa Alcorta (1906-1910)

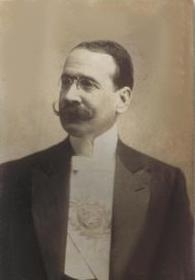
La presidencia de Figueroa Alcorta marcó el final del dominio político de Roca.

El nuevo presidente inició su mandato políticamente debilitado, pero en circunstancias económicas muy favorables. El oficialismo perdió las primeras elecciones legislativas de su mandato en la Capital y en Corrientes, aunque triunfó en el resto del país.
La situación internacional se mantuvo en una situación de conflicto permanente con el Brasil por la supremacía naval y diplomática en la región. Los cancilleres de la Argentina ―Estanislao Zeballos― y del Brasil ―el Barón de Río Branco― se acusaron mutuamente de intenciones expansionistas y desarrollaron una escalada armamentista, conocida como la "diplomacia de los acorazados". Como consecuencia del crecimiento de posiciones nacionalistas, se generó un conflicto con el Uruguay por la delimitación de los límites en el Río de la Plata, que se solucionó con un protocolo en el año 1909.
En octubre de 1907, un equipo que perforaba en busca de agua descubrió petróleo en Comodoro Rivadavia, un aislado puerto del Chubut. En sentido estricto, no era la primera vez que se explotaba petróleo en la Argentina, ya que entre 1887 y 1897 se habían explotado algunos pozos en la provincia de Mendoza por parte de particulares.
Históricamente, el descubrimiento de Comodoro Rivadavia tuvo mucha mayor relevancia, no solo porque se trató de un yacimiento de primera magnitud, sino por haber sido descubierto por una repartición pública en tierras fiscales. Por esa razón, el presidente Figueroa Alcorta solicitó al Congreso la reserva fiscal de un gran territorio alrededor del yacimiento, para que el Estado lo explotara en exclusiva. No obstante, el Congreso terminó aprobando ―en 1909― la reserva de apenas algo más del 10 % de la superficie solicitada. A poco de llegar al poder, el gobierno de Sáenz Peña concesionaría rápidamente a empresas privadas las tierras que podrían llegar a tener yacimientos petrolíferos.
No obstante, la economía seguía girando en torno a la exportación de carne y granos. Hubo algunos avances tecnológicos, como el comienzo del reemplazo de la carne ovina congelada por la carne vacuna enfriada, que llevaría al reemplazo gradual del ganado ovino por el vacuno. Los frigoríficos enfriadores serían, además, la puerta de entrada de los capitales estadounidenses en la Argentina, iniciando un reemplazo del capital británico que llevaría medio siglo. Por su parte, la exportación de granos siguió creciendo, llegando a ocupar el primer lugar entre las exportaciones al final del período.
Entre 1904 y 1910 los ferrocarriles aumentaron su extensión en casi un 50 %, alcanzando los 27 000 kilómetros y extendiendo sus ramales por toda la región pampeana. Desde 1907 estuvieron regulados por la Ley 5.315, que uniformaba los regímenes legales de las empresas ferroviarias; entre otras disposiciones, prorrogaba los beneficios impositivos de las empresas y obligaba a las empresas a aportar a un fondo para construcción de caminos hacia las estaciones; como contrapartida, prohibía establecer rutas paralelas a las vías férreas.

### La cuestión social

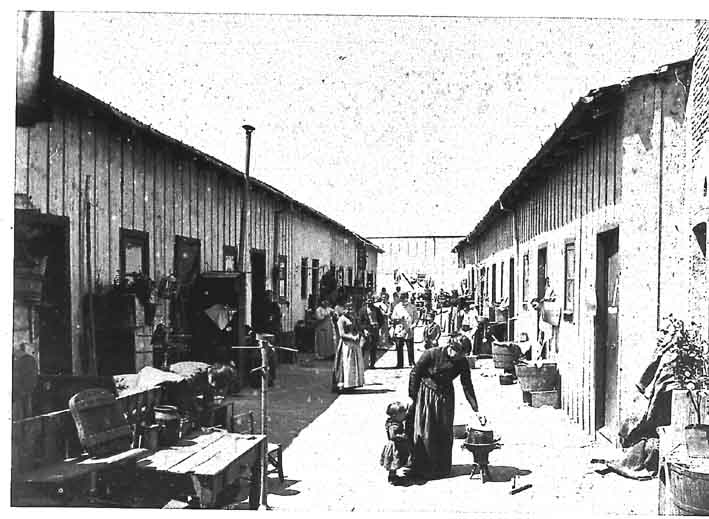
La población trabajadora vivía hacinada en conventillos.

En Argentina, hasta fines del siglo XIX, como una explicación y respuesta al surgimiento de la cuestión social, la actividad sindical se dio apenas a través de una serie de acciones aisladas, pero al iniciarse el siglo XX aumentó significativamente. La aparición de la Federación Obrera Regional Argentina en 1901, e incluso la formación de otra central sindical paralela, la Unión General de Trabajadores, en 1903, dieron impulso a repetidas huelgas y manifestaciones. A diferencia de lo que había ocurrido hasta entonces, las protestas no se limitaban a una empresa por vez, sino que se producían huelgas por sector, e incluso descontentos por problemas generales, como las manifestaciones contra el costo de los alquileres. El movimiento sindical de la época, estuvo dividido en tres grandes corrientes: el anarcosindicalismo -que fue mayoritario hasta 1910-, el socialismo y el sindicalismo revolucionario -que fue mayoritario en la segunda década del siglo XX-.
El sindicalismo era considerado más como una cuestión policial que una cuestión de derechos. El Partido Socialista era tolerado porque era dirigido por profesionales ―por ende, personas respetables― como Juan B. Justo o Alfredo Palacios. Pero las actividades sindicales eran reprimidas con dureza: en 1902 se sancionó la Ley de Residencia, que autorizaba al Poder Ejecutivo Nacional a expulsar del país a cualquier inmigrante sin sentencia judicial, por la simple acusación de comprometer la seguridad nacional o perturbar el orden público.
Los jefes de policía reprimían las manifestaciones como si se tratara de crímenes; el comisario Ramón L. Falcón, jefe de la Policía de la Capital, ordenó reprimir una manifestación el día 1 de mayo de 1909, causando 11 muertos y 105 heridos, y al día siguiente reprimió a los obreros que acompañaban los féretros de las víctimas. En respuesta, un anarquista lo asesinó el 14 de noviembre, en un crimen que conmocionó a la sociedad argentina. Las organizaciones de izquierda, en cambio, justificaron plenamente el asesinato.
De todos modos, excepto en los sectores más conservadores y autoritarios, se había difundido la idea de que "algo había que hacer" con la llamada cuestión social; no tanto por razones de justicia social, sino para evitar que los obreros cayeran en tendencias cada vez más radicales.
Así, a principios del siglo los conservadores argentinos sancionaron las primeras leyes regulando las relaciones entre empleadores y empleados, e incluso se planteó un proyecto de Código del Trabajo, iniciativa de Joaquín V. González.
Simultáneamente, de la Iglesia católica en Argentina surgía como una explicación y respuesta a la cuestión social, el llamado movimiento social cristiano, como parte del catolicismo político. 
En 1884 se celebró en Buenos Aires la Primera Asamblea de los Católicos Argentinos, con 140 delegados de todo el país, donde se resolvió en materia social seguir trabajando activamente por la implantación del feriado dominical; se propició la enseñanza técnica de la juventud mediante la creación de escuelas de artes y oficios; se preconizó la fundación de círculos obreros –que dirigiría el padre Federico Grote– con fines de edificación, propaganda y socorros mutuos, algunos de los cuales ya funcionaban en Buenos Aires y en Córdoba; también se auspició el establecimiento de talleres obreros y oficina de colocación para los desocupados.
La Unión Católica se fundó en 1885 y se destacó por la lucha por humanizar las relaciones sociales y su firme oposición al liberalismo y al laicismo propios de muchos miembros de la Generación del 80, que gobernó el país entre la segunda mitad del siglo XIX y las primeras décadas del siglo XX. Entre los fundadores se encontraban José Manuel Estrada, Tristán Achával Rodríguez, Pedro Goyena, Emilio Lamarca e Indalecio Gómez quien luego fue coautor y defensor de la Ley Sáenz Peña, que logró imponer en Argentina el voto universal, secreto y obligatorio, haciendo realidad la democracia política.
De 1902 a 1910 existió la Liga Democrática Cristiana, antecedente de Partido Demócrata Cristiano o Democracia Cristiana. El Primer Manifiesto de la Liga Democrática Cristiana contenía los principios básicos del socialcristianismo. En los congresos nacionales organizados por la Liga en 1907 y 1908 participaron Federico Grote, Gustavo Franceschi, Emilio Lamarca, Santiago Gregorio O'Farrell, Alejandro Bunge, Juan Félix Cafferata expusieron notables trabajos y proyectos de legislación social.
Ya en 1910, poco antes de los festejos por el Centenario Argentino, las dos centrales obreras se lanzaron a una huelga general, a lo que el gobierno reaccionó con extrema dureza: sancionó el estado de sitio, arrestó a centenares de dirigentes, cerró los diarios sindicales, y sancionó la Ley de Defensa Social, que extendía las restricciones de la Ley de Residencia, habilitando al Poder Ejecutivo Nacional a arrestar indefinidamente a cualquier sospechoso de adherir al anarquismo.
Es que el régimen conservador pretendía festejar, junto con el Centenario de la creación de la Nación, su propio éxito, el éxito del modelo de país que había forjado.

### El Centenario

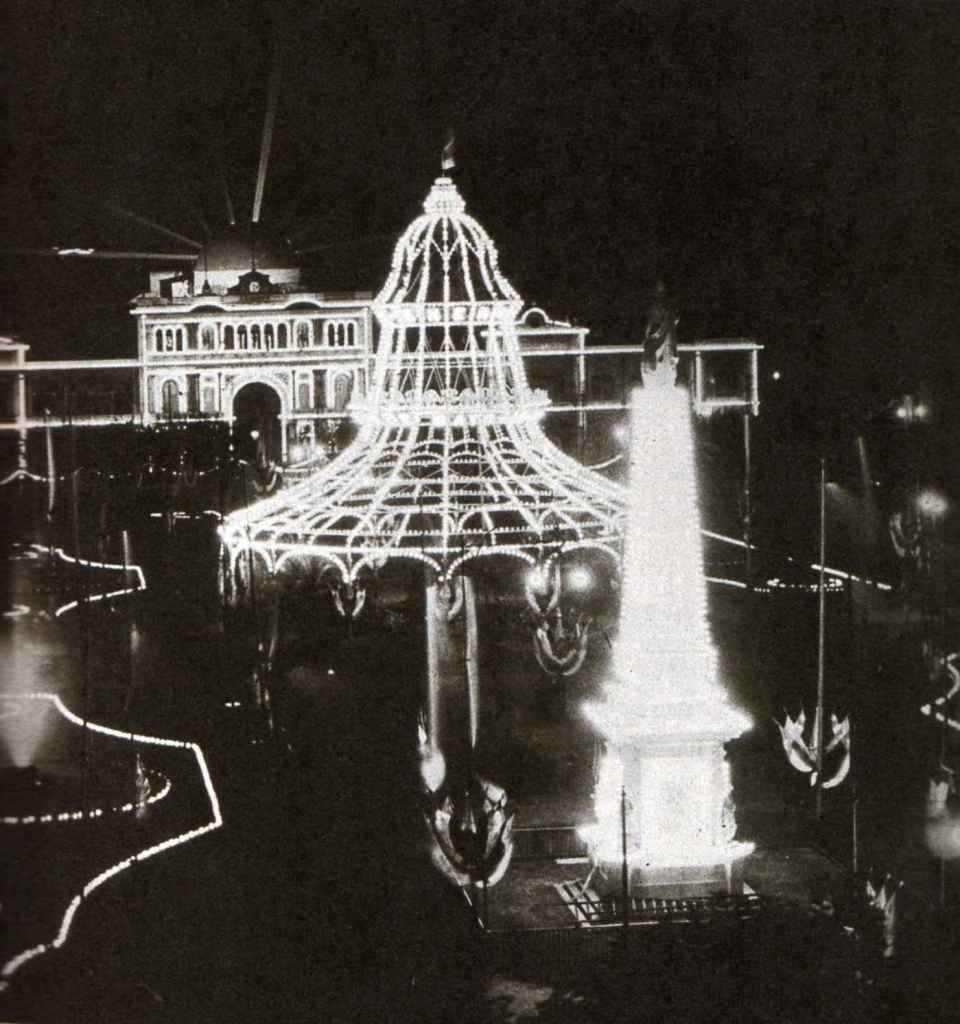
La Plaza de Mayo adornada para los festejos del Centenario.

En julio de 1909, el presidente Figueroa Alcorta se pronunció en un laudo arbitral entre Perú y Bolivia, en la región cauchera del Río Acre, en una resolución que fue rechazada por Bolivia, que llegó a romper relaciones diplomáticas con la Argentina. Al año siguiente, en medio de los festejos por el Centenario de la Revolución de Mayo, las mismas fueron reanudadas.
Figueroa Alcorta había decidido celebrar el Centenario como una gran fiesta, fastuosa y soberbia, que pudiera mostrar al mundo su riqueza e influencia. Como uno de los antecedentes de la misma, el 5 de abril de 1910 se inauguró el Ferrocarril Trasandino, que comunicaba Mendoza con Los Andes.
En el mes de mayo, la Capital se vistió de fiesta y se colocaron todo tipo de adornos para festejar el Centenario. Se inauguraron monumentos en parques y plazas, como homenajes de los países europeos a la Argentina. Varios jefes de Estado visitaron Buenos Aires, pero la tía del rey de España, la infanta Isabel de Borbón, fue el personaje más agasajado.
En medio de los festejos, algunos grupos anarquistas atentaron contra las fuerzas de seguridad, obligando al gobierno a decretar el estado de sitio; los festejos se celebraron bajo restricciones a las libertades individuales, con dirigentes sindicales presos. En respuesta, grupos de activistas de derecha incendiaron las sedes sindicales y editoriales de los diarios de izquierda.

### Liquidación del roquismo
Quintana había gobernado haciendo equilibrio entre las distintas facciones del PAN, jaqueado por la intención de Roca de prevalecer sobre la voluntad presidencial. Cuando asumió Figueroa Alcorta, Roca estaba prácticamente retirado de la acción política, y sus amigos buscaron obligar al presidente a seguirlos, por medio de una cuidadosa obstrucción de todas sus iniciativas en el Congreso. En enero de 1908, el Congreso se negaba todavía a tratar el Presupuesto Nacional para el año que ya había empezado. Figueroa Alcorta decidió entonces dar un golpe de efecto: retiró el proyecto, decretó que regía el presupuesto del año anterior y clausuró el Congreso con la policía.
Rápidamente rompió con los restos de las facciones de seguidores de Roca, obligando a los demás a decidirse entre el presidente y el expresidente. Para reforzar su posición, intervino los gobiernos de dos provincias e hizo elegir allí a gobernadores de su confianza; buena parte de los diputados optaron por unirse al proyecto de Figueroa Alcorta. El presidente armó rápidamente las listas de sus candidatos a diputados y venció en las elecciones de marzo, dejando definitivamente a los roquistas en minoría.
El sistema caudillista armado por Roca y sus amigos quedaba clausurado, pero claramente muchos de los seguidores de Figueroa Alcorta deseaban armar uno nuevo, en el cual los beneficiarios serían ellos.
El presidente se entrevistó en secreto con Yrigoyen, con la idea de evitar nuevas revoluciones y tratando de que el radicalismo levantara la abstención electoral, pero este condicionó esta segunda medida a la sanción legal de una reforma política. Dado que Figueroa Alcorta no había logrado aún suficiente apoyo para lograrla, esta no se sancionó y el radicalismo continuó en la abstención.
En los meses siguientes, todos los grupos opositores ―republicanos, autonomistas, católicos y hasta algunos radicales― se acercaron al gobierno, tratando de forzarlo a llevar adelante una reforma política profunda. El más sinceramente entusiasta a este respecto, y el más prestigioso de ellos, era Roque Sáenz Peña; pronto quedó claro que sería el candidato oficial a la presidencia. A lo largo del año 1909 y principios de 1910, Sáenz Peña armó un nuevo conglomerado de partidos, al que llamó Unión Nacional, con el cual obtuvo la victoria en las elecciones de 1910.

## Presidencia de Roque Sáenz Peña (1910-1913)

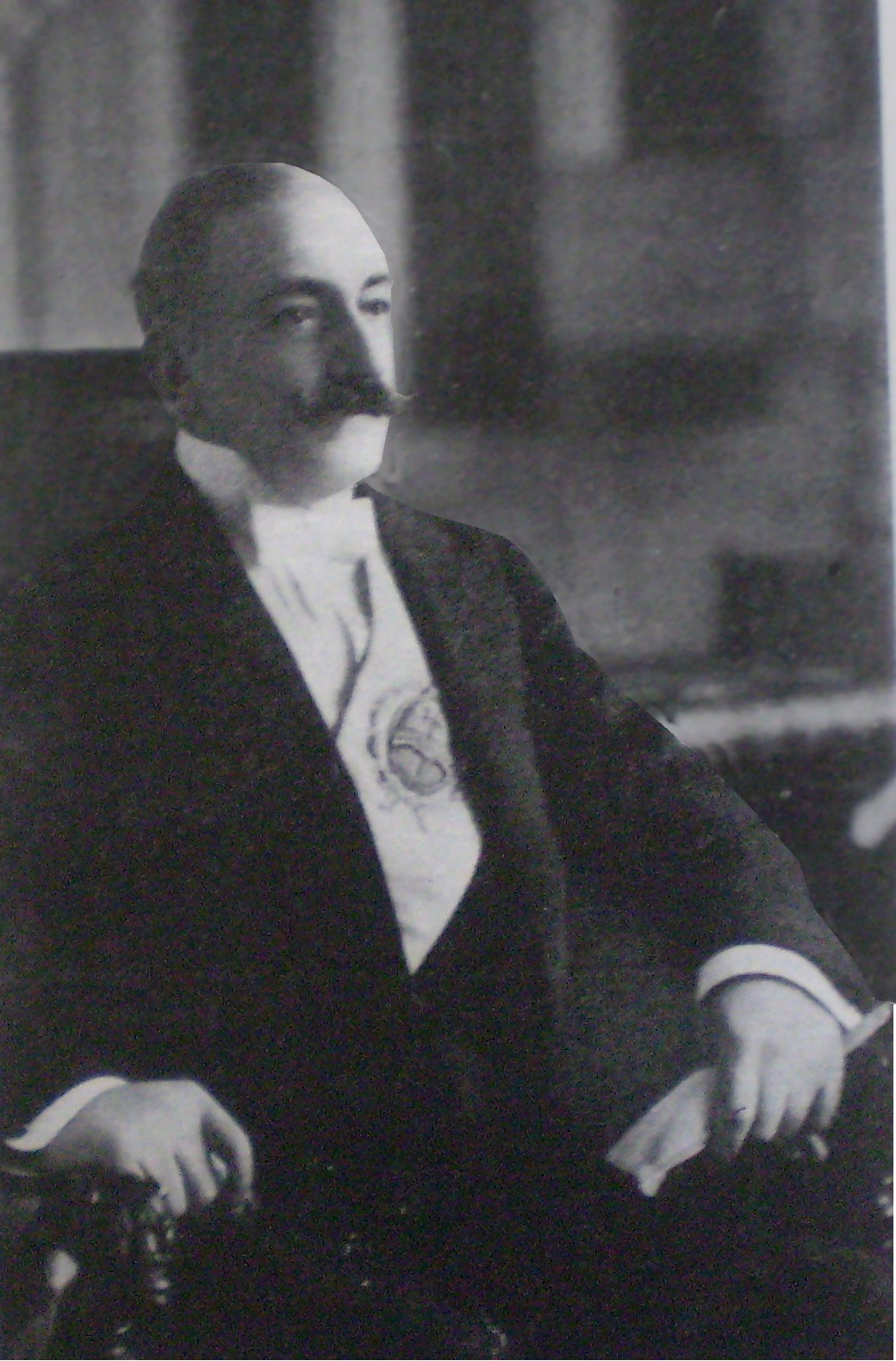
Roque Sáenz Peña no alcanzó a ver la transformación política iniciada por la ley electoral que lleva su nombre.

El nuevo presidente ni siquiera había participado de la campaña electoral: era el embajador argentino en Italia. En las elecciones se presentó una única lista de candidatos a electores, de los cuales diez –sobre 273– no votaron por Sáenz Peña. Al hacerse cargo del gobierno cambió el aspecto de la Casa Rosada, agregándole un lujo ostentoso al ceremonial.
Su mandato estuvo signado por la discusión en torno a la reforma electoral y sus resultados inmediatos, y buena parte de los hechos políticos de esos años quedaron eclipsados por esa disputa. Por ejemplo, se inauguró el primer subterráneo en Buenos Aires, y se terminó la monumental Estación Retiro.
En 1912 se sancionó ―a iniciativa del ministro de Agricultura, Ezequiel Ramos Mexía, una Ley de Fomento de los Territorios Nacionales. La mayor parte de los territorios nacionales, como por ejemplo el del Chaco tenía la enorme mayoría de su población concentrados en su litoral marítimo o fluvial. Por esa razón, la Ley preveía ―y en gran medida logró― la construcción de gran cantidad de ramales ferroviarios, que permitieran el establecimiento de su población hacia el interior. Se construyeron ramales en los Territorios Nacionales del Chaco, Formosa, Río Negro, Chubut y Santa Cruz; e incluso llegó un ramal ferroviario a Posadas, capital de Misiones.
En junio de 1912 estalló un gran movimiento de protesta de los chacareros arrendatarios contra el empeoramiento de las condiciones de sus contratos con los propietarios de los campos que trabajaban, conocido como Grito de Alcorta. El mismo se extendió por toda la región pampeana, y terminó con una masiva baja de los arrendamientos. Marcó la irrupción de una porción de la clase media rural, formada por los chacareros, en la política nacional del siglo XX.
En 1911, Juan A. Alsina, que había sido comisario general del Departamento de Inmigración, decía respecto de los hijos de los inmigrantes que se radicaban en el país que "las escuelas recibían en todo el país alrededor de 40 000 niños, pero quedaban cerca de 450 000 sin posibilidades efectivas de alfabetizarse".

### La Ley Sáenz Peña
Sáenz Peña era un aristócrata convencido; pensaba que, libre de los políticos profesionales, el pueblo iba a elegir a los mejores para su gobierno. También estaba preocupado por la cuestión social, es decir, por la posibilidad de que ―alejados de la política― los obreros pudieran adherir al anarquismo o al socialismo. Por último, temía que la enorme proporción de población extranjera, que no participaba de ningún modo en la política, pudiera caer en posturas maximalistas o permanecer como un cuerpo extraño en la sociedad. Por todas estas razones apoyó la reforma política basada en el voto universal y libre.
Dados los antecedentes de presión sobre los votantes ―que votaban en voz alta― la única posibilidad de libertad electoral era el voto secreto, por medio de boletas escritas en sobres cerrados. Y para asegurarse que nadie fuera impedido de concurrir a votar, lo hizo también obligatorio. Por otro lado, la participación de la población en las elecciones era bajísima, superando apenas el 20 % de los electores potenciales.
El encargado de diseñar el proyecto y defenderlo en el Congreso fue el ministro del Interior, el católico Indalecio Gómez. Debió enfrentar la dura resistencia de los diputados conservadores, aferrados a sus privilegios y a la forma que conocían de hacer política, pero tras un mes de discusión en la Cámara de Diputados, y una semana en el Senado, fue aprobada en febrero, siendo promulgada el día 13 de febrero de 1912.
La primera prueba de la Ley en funcionamiento fue en una elección provincial: la Provincia de Santa Fe fue intervenida por el gobierno, que ordenó celebrar las elecciones de gobernador de acuerdo con la Ley Sáenz Peña; la UCR abandonó el abstencionismo y participó, logrando la victoria. Poco después obtenía una nueva victoria en las elecciones de diputados en la Ciudad de Buenos Aires, en unas elecciones en que la participación popular ascendió al 84 % del padrón electoral.

## Presidencia de De la Plaza (1913-1916)

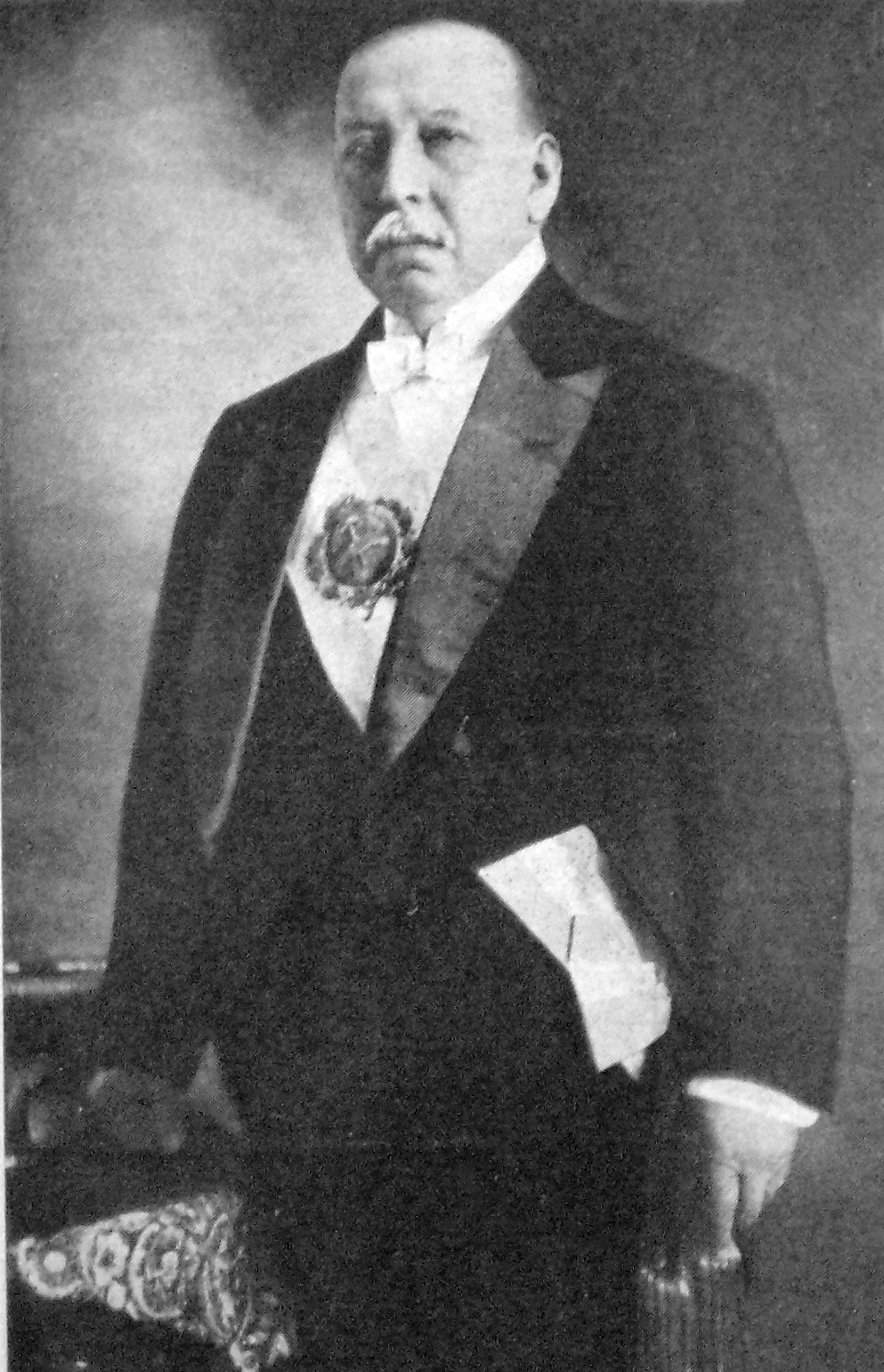
Victorino de la Plaza, último presidente del período conservador.

En octubre de 1913, Sáenz Peña solicitó una licencia a su cargo por razones de salud por lo que el vicepresidente Victorino de la Plaza se hizo cargo del gobierno y reorganizó su gabinete en febrero del año siguiente. El presidente murió el 9 de agosto, sin haber podido reasumir el cargo.
Victorino de la Plaza era un salteño de indudable ascendencia indígena, especialista en finanzas. La mayor parte de su gestión estuvo signada por el estallido de la Primera Guerra Mundial. Sin embargo, justo antes del estallido de la misma ―en respuesta a la ocupación estadounidense de Veracruz de 1914― se iniciaron conversaciones con el Brasil y Chile para frenar el avance de la influencia norteamericana, que desembocaría al año siguiente en la firma del Pacto ABC.
Apenas estallada la Guerra, De la Plaza se apresuró a declarar la neutralidad argentina respecto de la misma, y anunció su deseo de comerciar con ambos bandos.

### La Gran Guerra y sus consecuencias económicas
Pocos días antes del estallido de la Guerra, representantes de las potencias europeas retiraron y embarcaron hacia sus países todo el oro que pudieron retirar de la Caja Nacional de Conversión, alrededor de 28 millones de pesos. El público inició una corrida bancaria, a la que el presidente respondió cerrando indefinidamente la Caja, con lo que se inició el período de inconvertibilidad del papel moneda, que a su vez perdió no menos del 10 % de su valor.
La situación económica del país fue duramente afectada por la guerra: solo en 1915, las rentas nacionales cayeron en un 40 %. Las naciones beligerantes utilizaron casi todas sus marinas mercantes para la contienda, y además sus flotas atacaron buques mercantes enemigos, con lo que las exportaciones argentinas se hicieron más complicadas. Más notablemente aún, cayeron abruptamente las importaciones de bienes industriales, lo cual ―sumado a la inconvertibilidad― generó un rápido aumento del valor de los bienes industriales, generando una oportunidad única para la industria nacional. Se trataba de un proteccionismo de hecho.
El resultado fue un enorme crecimiento del número de talleres industriales y de la producción industrial. La industria metalúrgica, en particular, tuvo un crecimiento explosivo.
No obstante las limitaciones de capital, el impulso estatal sobre los ferrocarriles logró llevarlos a 33 595 km. Y, a pesar de las limitaciones, las exportaciones de carne siguieron en ascenso, pasando de 389 millones de pesos oro en 1910 a 574 en 1916. La exportación de granos, en cambio, tuvo una brusca caída. En suma, la economía en su conjunto tuvo una baja del 10 % en 1914, y creció muy lentamente durante el resto de la Guerra.

### La victoria radical

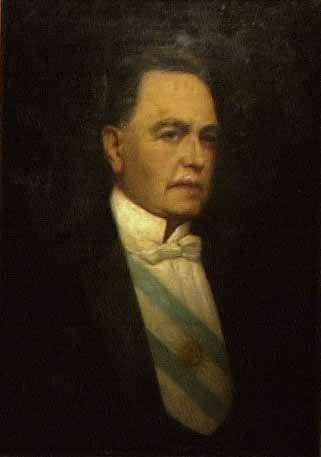
Hipólito Yrigoyen, presidente.

En 1914, las elecciones de diputados parecieron dar la razón a los conservadores más optimistas: a pesar de los triunfos radicales del año 1912, en esta segunda prueba los conservadores se llevaron 33 diputados, los radicales 22, los socialistas 7 y la Liga del Sur 2.
Sobre la base de la Liga del Sur ―partido provincial santafesino fundado por Lisandro de la Torre en 1908― en diciembre de 1914 se fundó el Partido Demócrata Progresista, con la intención de aglutinar a las dispersas fuerzas conservadoras; pero la insistencia de De la Torre en dirigir el partido y en definirse como socialmente liberal ―en oposición al conservadurismo de sus potenciales aliados― llevó a la fundación posterior de una Concentración Conservadora, dirigida por Benito Villanueva y Ugarte, que fue a las elecciones por separado.
Por su parte, los radicales tuvieron algunos problemas para conformar las listas de candidatos a gobernadores y diputados, pero no en cuanto al candidato presidencial: el único candidato posible era Yrigoyen; la proclamación de la candidatura presidencial ocurrió apenas dos semanas antes de las elecciones, mucho después de la presentación de las listas de electores. Aun así, en el Congreso partidario que decidió la candidatura de Yrigoyen se habían presentado tres candidaturas más, todas de futuros disidentes del radicalismo.
La elección presidencial se celebró el 2 de abril de 1916, participando en ella 747 000 votantes, el 45,59 % de los cuales votó por Yrigoyen. Semanas más tarde, este era consagrado presidente por una diferencia en el Colegio Electoral de apenas un voto más que el mínimo exigido por la Constitución (mayoría absoluta de electores). En caso de que Yrigoyen no hubiera alcanzado ese número, la elección presidencial la hubiera debido realizar el Congreso Nacional, donde las fuerzas conservadoras contaban con mayoría. Hipólito Yrigoyen asumió la presidencia el 12 de octubre de 1916, momento en que generalmente se admite el fin del ciclo conservador en la Argentina.

## Cultura y arte

### Literatura

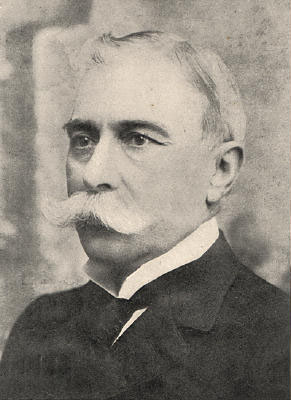
Miguel Cané, destacada figura política y literaria de la Generación del Ochenta.

La mayor parte de la literatura de la Generación del Ochenta fue producida por políticos, militares y estancieros. Sus obras, casi exclusivamente en prosa, eran relatos autobiográficos, o ficticios contados como recuerdos. Entre los autores más destacados se pueden mencionar a Lucio V. Mansilla (Una excursión a los indios ranqueles), Eugenio Cambaceres (Sin rumbo), Miguel Cané (Juvenilia) y Eduardo Wilde (Aguas abajo).
Hacia fines del siglo XIX surgió la corriente modernista, que se caracterizó por la poesía refinadamente aristocrática, la exhibición de una cultura cosmopolita y una renovación estética del lenguaje y la métrica. Entre sus cultores se encuentran Leopoldo Lugones (Lunario sentimental, La restauración nacionalista), Enrique Larreta (La gloria de Don Ramiro) y Evaristo Carriego (Misas herejes).
Ya entrado el siglo XX, una nueva camada de escritores adhirió al realismo, especialmente orientado al teatro. Entre los escritores más destacados de esa corriente se cuentan Roberto Payró (Pago Chico, El casamiento de Laucha), y las primeras obras de Horacio Quiroga (Cuentos de amor, de locura y de muerte, Cuentos de la selva).

### Artes plásticas
Los pintores más destacados del período habían sido educados en Europa, aunque se esforzaban por escapar de la temática y las técnicas típicamente europeas, adscriptos en general al realismo. Entre los más conocidos se encuentran Eduardo Sívori (El despertar de la criada), Eduardo Schiaffino (El reposo), Ángel della Valle (La vuelta del malón), o Ernesto de la Cárcova (Sin pan y sin trabajo).
Ya iniciado el siglo XX, surgen los primeros pintores del impresionismo, como Martín Malharro y Fernando Fader, pintores de paisajes y personajes rurales.
La escultura tuvo un desarrollo mucho menor, aunque se destacan autores como Lucio Correa Morales (La cautiva), Lola Mora (Fuente de las Nereidas), Rogelio Yrurtia (Canto al trabajo), o Pedro Zonza Briano.
La arquitectura argentina fue esencialmente una variante de las corrientes arquitectónicas del período en Europa, y solamente unos pocos arquitectos argentinos alcanzaron renombre, como Ernesto Bunge y Juan Antonio Buschiazzo.

### Música

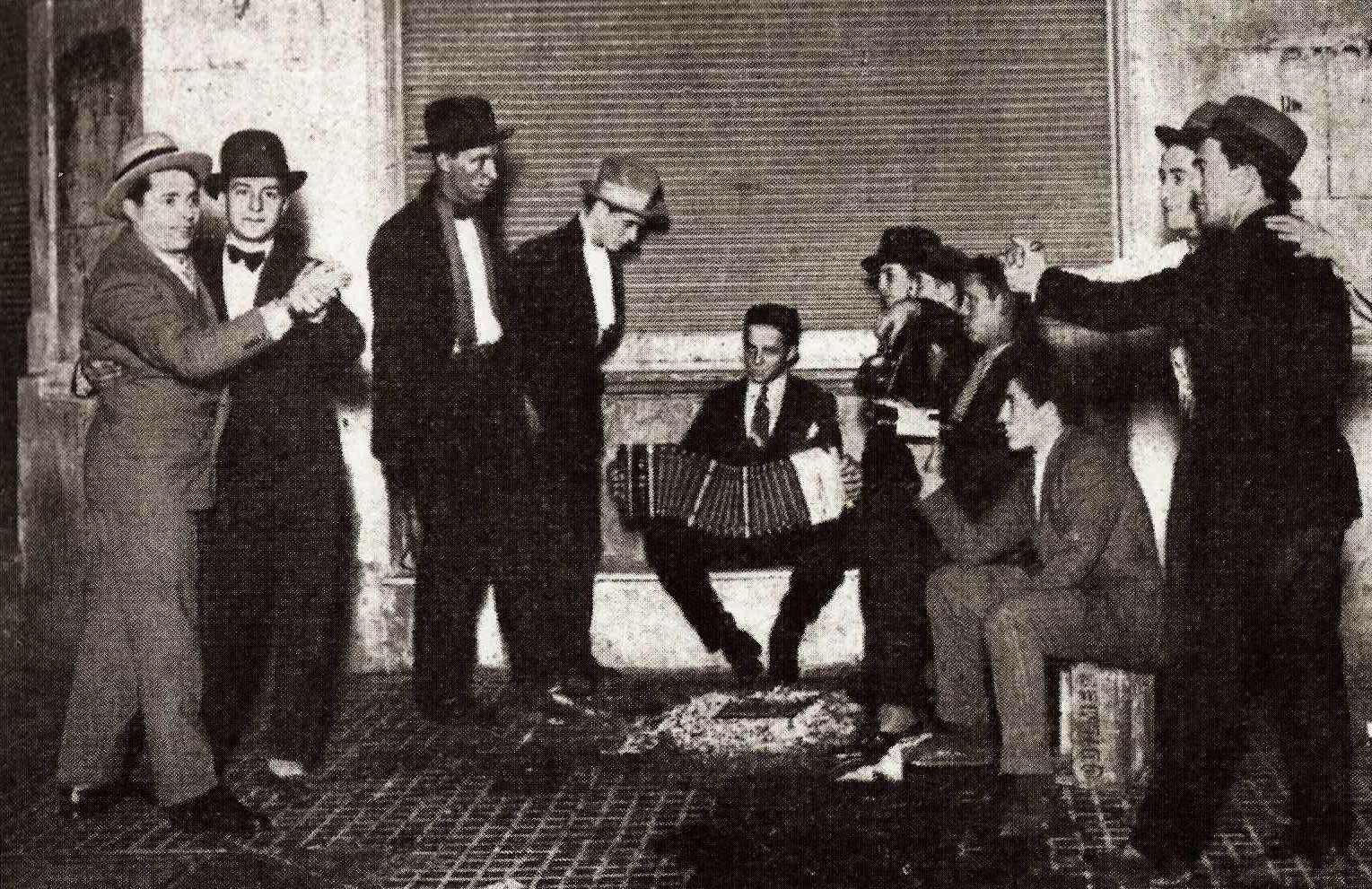
En un principio, el tango era una música de marginales, y no era raro que se bailara entre hombres.

La Argentina recibió una gran cantidad de orquestas y músicos de Europa en esos años, relegando su propia producción; el único autor realmente consagrado de este período fue Alberto Williams.
La música folclórica fue considerada un divertimento para pobres, un arte menor, hasta que fue rescatada desde ese puesto inferior por las investigaciones de Andrés Chazarreta.
En cambio, fue justamente en este período cuando surgió el estilo musical que siempre ha caracterizado a la Argentina para el resto del mundo: el tango. Surgido como una mezcla de estilos traídos por los inmigrantes italianos y los estilos africanos de los descendientes de esclavos, durante algunas décadas fue una curiosidad de los salones de baile para las clases más humildes, y los prostíbulos que frecuentaban jóvenes de clase media y alta. Fue de la mano de estos jóvenes que, a principios del siglo XX, logró ascender en la apreciación de todas las clases sociales, al mismo tiempo que autores e intérpretes destacados como Ángel Villoldo, Pascual Contursi, Ignacio Corsini o Francisco Canaro le aportaban brillo musical y refinamiento poético. Los primeros años de Carlos Gardel coincidieron con los últimos del régimen conservador.

### Historiografía, filosofía y sociología
En la historiografía, la herencia de Bartolomé Mitre resultó difícil de superar. Adolfo Carranza se especializó en historia colonial; Ángel Justiniano Carranza en historia naval y colonial. Posteriormente, Adolfo Saldías y David Peña dieron comienzo a la primera fase del revisionismo histórico, de raíz liberal.
En torno al año 1900 se difundió una historiografía positivista, de estilo ensayístico, centrada en la evolución sociológica de los pueblos; en esta variedad sobresalieron Ernesto Quesada, Juan Agustín García, José María Ramos Mejía.
Después del Centenario comenzó una transformación de los estudios históricos, con la aparición de la obra de Juan Álvarez y la Nueva Escuela Histórica, representada por Ricardo Levene y Emilio Ravignani, y en cierto modo también por Diego Luis Molinari, que luego viraría hacia el revisionismo.
Entre los filósofos, las obras de Joaquín V. González, Leopoldo Lugones y José Ingenieros tuvieron mucha influencia en las generaciones posteriores.
En la sociología pura, el Informe sobre el estado de la clase obrera, de Juan Bialet Massé, fue el primer estudio sistemático de las condiciones de vida y de trabajo de las clases pobres.

### Ciencias

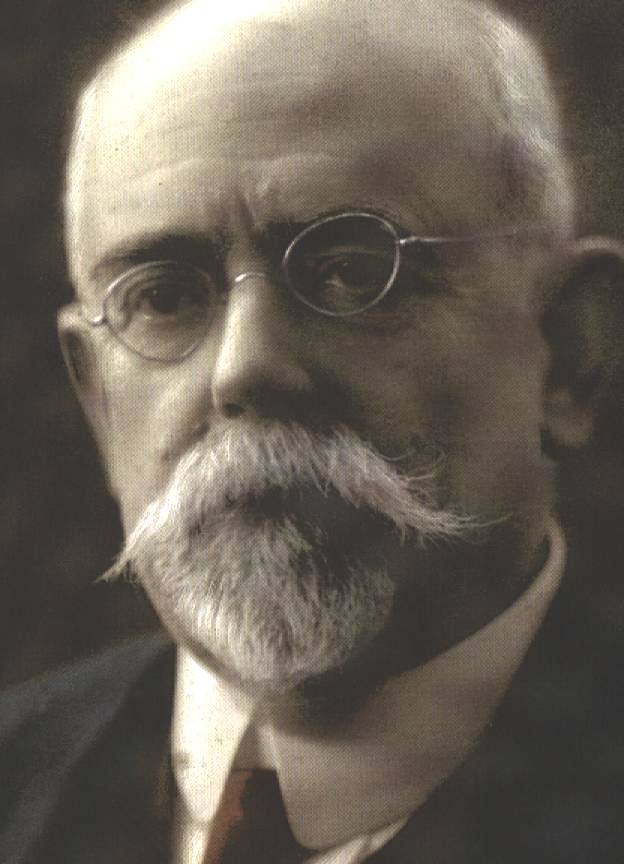
Francisco P. Moreno fue un destacado explorador, antropólogo y biólogo, que prestó invalorable ayuda a su país durante la determinación de los límites con Chile.

Entre los biólogos más destacados del período se encuentran Eduardo Ladislao Holmberg y Clemente Onelli, que fueron directores del Zoológico de Buenos Aires; Francisco P. Moreno y Juan Bautista Ambrosetti, etnógrafos y fundadores respectivamente del Museo de La Plata y del Museo Etnográfico; Carlos y Florentino Ameghino, paleontólogos.
El Instituto Geográfico Argentino, fundado en 1879 por Estanislao Zeballos, dirigió importantes expediciones, especialmente a la Patagonia. Entre los exploradores más importantes se deben mencionar a Francisco P. Moreno, Luis Jorge Fontana y Ramón Lista. El Instituto Geográfico Militar, cuyo primer director fue Manuel Olascoaga, se dedicó especialmente a la cartografía y la geodesia.
En la medicina sobresalieron los médicos Ignacio Pirovano, gran impulsor de la cirugía moderna, y Guillermo Rawson, introductor del concepto científico y social de la higiene médica y cofundador de la Cruz Roja Argentina en 1880.
Las ciencias exactas habían tenido un especial empuje hasta 1890, perdiendo rápidamente importancia, reemplazadas por los estudios técnicos o de ciencia aplicada.

### Universidades
Al comenzar el período conservador, existían solamente dos universidades en la Argentina: la Universidad de Buenos Aires y la Universidad Nacional de Córdoba. En 1897 se fundó la Universidad Nacional de La Plata, con un criterio más moderno, que obligó a modernizar las dos más antiguas. Al final del período, en 1914, se fundó la Universidad Nacional de Tucumán.
La más grande e importante fue siempre la de Buenos Aires, que al iniciar el período solo contaba con las facultades de derecho y de medicina. En la última década del siglo XIX incorporó las facultades de Ciencias Exactas, Físicas y Naturales –que incluía la carrera de Ingeniería– y de Filosofía y Letras. A principios del siglo XX incorporó las facultades de Agronomía y Veterinaria y de Ciencias Económicas.

## Exploración y ocupación permanente de la Antártida
En 1848 el futuro comandante argentino Luis Piedra Buena viajó a la Antártida como grumete del barco de William Smiley.
La Expedición Argentina a las Tierras y Mares Australes de 1881 al mando del teniente de la Marina Italiana Giacomo Bove exploró Tierra del Fuego hasta que su barco naufragó. La expedición del rumano Julio Popper se frustró durante su alistamiento por su muerte en 1893.
El 29 de diciembre de 1894 el presidente argentino Luis Sáenz Peña autorizó a Luis Neumayer para explorar el territorio situado al sur de la Patagonia y denominado Tierra de Grand (península Antártica), aunque prohibiendo cualquier tipo de explotación, pero la expedición no se realizó.
Entre 1897 y 1899 una expedición belga comandada por Adrien de Gerlache, de la que participó Roald Amundsen, debió invernar en la Antártida al quedar encerrada por los hielos.
El 10 de octubre de 1900 el gobierno argentino decidió incorporarse a la Expedición Antártica Internacional, compuesta de varias expediciones, pero el viaje argentino no se realizó y se ofreció colaboración a la expedición sueca al mando del doctor Otto Nordenskjöld. Este recibiría apoyo argentino a cambio de incorporar a un marino argentino a su expedición y entregarle los datos científicos y las colecciones zoológicas que se recogieran. A su paso por Buenos Aires el alférez de navío José María Sobral se embarcó en el buque Antarctic el 21 de diciembre de 1901. Como no se tenían noticias de la expedición el gobierno argentino cumplió su compromiso de apoyo acondicionando a la corbeta ARA Uruguay, que partió en su búsqueda el 8 de octubre de 1903 al mando del teniente de navío Julián Irízar, rescatando a los integrantes de la expedición que habían quedado invernando a raíz del hundimiento del Antarctic.

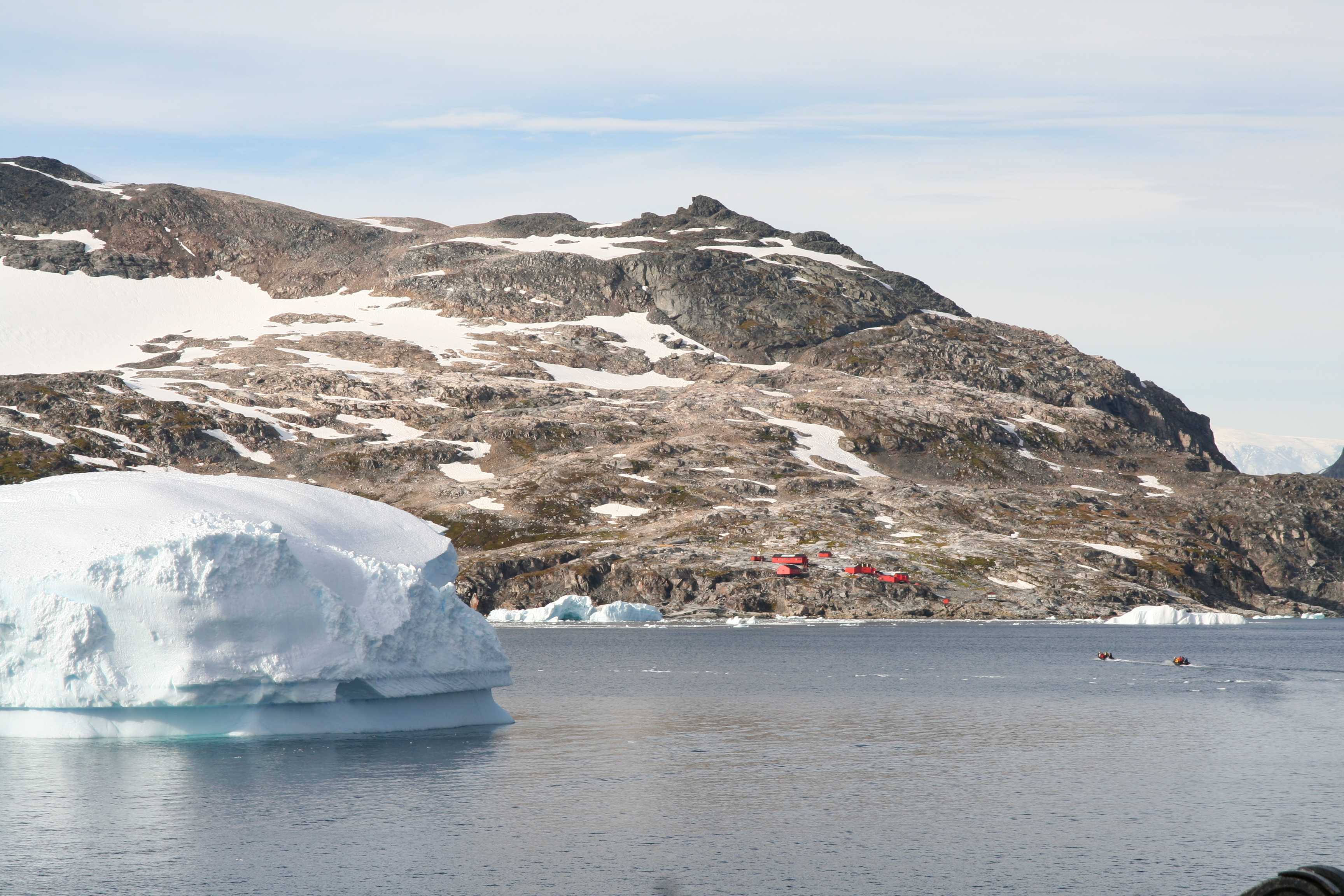
Base Primavera, en la península Antártica.

El 2 de enero de 1904 la Argentina adquirió la estación meteorológica instalada por el escocés William Speirs Bruce, en la isla Laurie de las Orcadas del Sur, en la que había quedado una dotación de seis hombres realizando observaciones científicas. En ella se instaló un observatorio meteorológico, donde funcionaba también una oficina de correos. Al civil –empleado de la empresa oficial argentina de correos y telégrafos– argentino Hugo Alberto Acuña le correspondió izar por vez primera de un modo oficial la bandera argentina en el sector Antártico Argentino, el día 22 de febrero de 1904. Tal observatorio devino en la Base Orcadas, el establecimiento humano permanente más antiguo existente hoy en todo el territorio antártico.
La corbeta argentina ARA Uruguay volvió a la Antártida en 1905 (zarpó desde le puerto de Buenos Aires el 10 de diciembre de 1904) para relevar a la dotación de las Orcadas del Sur y dirigirse a la isla Decepción y luego a la isla Wiencke en busca de Jean-Baptiste Charcot, cuya expedición francesa (1903-1905) se creía perdida. En agradecimiento a la colaboración argentina con su expedición Charcot bautizó a un grupo insular como islas Argentina. Una de esas islas fue nombrada como isla Galíndez en homenaje al capitán de la corbeta, Ismael Galíndez, y otra fue denominada isla Uruguay, en homenaje a la corbeta argentina de tal nombre.
El gobierno argentino decidió sumar dos observatorios meteorológicos, en la isla Georgia del Sur y en la isla Wandel, a los que ya tenía en las islas Laurie y Observatorio. La expedición que debía instalar uno en el puerto en donde invernó Charcot en 1904 en la isla Wandel (hoy isla Booth) partió de Buenos Aires el 30 de diciembre de 1905 al mando del teniente de navío Lorenzo Saborido en el barco Austral, que era el Le Français comprado a Charcot cuando este viajó a Buenos Aires en febrero de ese año. Luego de relevar a la dotación de las Orcadas del Sur, regresó a Buenos Aires sin poder llegar a la isla Wandel. En un nuevo intento, al mando del teniente de navío Arturo Celery, el 22 de diciembre de 1906 el barco encalló y se hundió en el banco Ortiz del Río de la Plata, por lo que el observatorio nunca se construyó. En junio de 1905 el transporte Guardia Nacional al mando del teniente de navío Alfredo P. Lamas llevó adelante la tarea de levantar el observatorio de las Georgias del Sur en la bahía Cumberland, renombrada como «bahía Guardia Nacional».
Un decreto emitido por Chile el 27 de febrero de 1906 cedió la explotación industrial agrícola y pesquera por 25 años, en las islas Diego Ramírez, Shetland del Sur, Georgias del Sur y la Tierra de Graham (Tierra de O'Higgins/San Martín) a Enrique Fabry y a Domingo de Toro Herrera, encargándoseles también el resguardo y la custodia de los intereses soberanos de Chile en la zona. La Argentina protestó formalmente el 10 de junio de 1906 por esas acciones de Chile y al año siguiente Chile invitó al Gobierno argentino a negociar un tratado para dividir las islas y la Antártica continental americana, pero no fue aceptado.
El 21 de julio de 1908 el Reino Unido anunció oficialmente sus reclamos a todas las tierras dentro de los meridianos 20º O a 80° O al Sur del paralelo 50° S, que en 1917 trasladó al sur del paralelo 58° S debido a que con ese reclamo se incluía parte de la Patagonia.

## Valoración del período
Considerado un período clave de la historia argentina, que determinó en muchos sentidos la configuración de la Argentina actual, el período es analizado de formas muy disímiles, según la ideología de quien lo analice: los liberales y conservadores –en la Argentina forman prácticamente una unidad ideológica– consideran al período conservador como la "edad dorada" de la historia argentina.
Desde otras ideologías, se critica el período por diferentes razones. Así, radicales, a través de historiadores como Félix Luna, –algunos de los cuales no rechazan la caracterización positiva de la situación económica– destacan la ausencia de una democracia real; peronistas, a través de historiadores como José María Rosa, destacan que durante el período se cristalizó un modo de organización económica dependiente, durante el cual no se aprovechó la larga bonanza económica para lograr el desarrollo industrial ni la independencia económica; y la izquierda, a través de historiadores como Hernán Rosal, rechazan este punto de vista por considerar que las clases más pobres se beneficiaron muy poco de la riqueza generada.

## Presidentes argentinos entre 1880 y 1916
Partido:      Partido Autonomista Nacional
| Presidente de la Nación | Presidente de la Nación | Presidente de la Nación             | Provincia en la que nació | Periodo presidencial | Inicio del mandato    | Fin del mandato       | Duración                  | Partido                                       | Elecciones | Vicepresidente | Vicepresidente        |
| ----------------------- | ----------------------- | ----------------------------------- | ------------------------- | -------------------- | --------------------- | --------------------- | ------------------------- | --------------------------------------------- | ---------- | -------------- | --------------------- |
|                         |                         | Julio Argentino Roca (1843 – 1914)  | Tucumán                   | 1880 - 1886          | 12 de octubre de 1880 | 12 de octubre de 1886 | 6 años                    | Partido Autonomista Nacional                  | 1880       |                | Francisco B. Madero   |
|                         |                         | Miguel Juárez Celman (1844 – 1909)  | Córdoba                   | 1886 - 1892          | 12 de octubre de 1886 | 6 de agosto de 1890   | 3 años, 9 meses y 25 días | Partido Autonomista Nacional                  | 1886       |                | Carlos Pellegrini     |
|                         |                         | Carlos Pellegrini (1846 – 1906)     | Ciudad de Buenos Aires    | 1886 - 1892          | 6 de agosto de 1890   | 12 de octubre de 1892 | 2 años, 2 meses y 6 días  | Partido Autonomista Nacional                  | 1886       | vacante        | vacante               |
|                         |                         | Luis Sáenz Peña (1822 – 1907)       | Ciudad de Buenos Aires    | 1892 - 1898          | 12 de octubre de 1892 | 23 de enero de 1895   | 2 años, 3 meses y 11 días | Partido Autonomista Nacional                  | 1892       |                | José Evaristo Uriburu |
|                         |                         | José Evaristo Uriburu (1831 – 1914) | Salta                     | 1892 - 1898          | 23 de enero de 1895   | 12 de octubre de 1898 | 3 años, 8 meses y 20 días | Partido Autonomista Nacional                  | 1892       | vacante        | vacante               |
|                         |                         | Julio Argentino Roca (1843 – 1914)  | Tucumán                   | 1898 - 1904          | 12 de octubre de 1898 | 12 de octubre de 1904 | 6 años                    | Partido Autonomista Nacional                  | 1898       |                | Norberto Quirno Costa |
|                         |                         | Manuel Quintana (1835 – 1906)       | Ciudad de Buenos Aires    | 1904 - 1910          | 12 de octubre de 1904 | 12 de marzo de 1906   | 1 año y 5 meses           | Partido Autonomista Nacional                  | 1904       |                | José Figueroa Alcorta |
|                         |                         | José Figueroa Alcorta (1860 – 1931) | Córdoba                   | 1904 - 1910          | 12 de marzo de 1906   | 12 de octubre de 1910 | 4 años y 7 meses          | Partido Autonomista Nacional                  | 1904       | vacante        | vacante               |
|                         |                         | Roque Sáenz Peña (1851 – 1914)      | Ciudad de Buenos Aires    | 1910 - 1916          | 12 de octubre de 1910 | 9 de agosto de 1914   | 3 años, 9 meses y 28 días | Partido Autonomista Nacional (Unión Nacional) | 1910       |                | Victorino de la Plaza |
|                         |                         | Victorino de la Plaza (1840 – 1919) | Salta                     | 1910 - 1916          | 9 de agosto de 1914   | 12 de octubre de 1916 | 2 años, 2 meses y 3 días  | Partido Autonomista Nacional (Unión Nacional) | 1910       | vacante        | vacante               |